# Captura al pas
La captura al pas (terme que prové del francès en passant) és un moviment especial en els escacs. Es tracta d'una captura especial que es pot fer només immediatament després que un jugador mogui un peó dues caselles endavant a partir de la seva posició inicial, moment en què un peó rival podria capturar-lo exactament igual com si s'hagués mogut només una casella en lloc de dues. En aquesta situació, la idea és que la captura és possible "mentre passa" per la primera casella, de manera que la posició resultant és la mateixa que si el peó s'hagués mogut només una casella i el peó rival l'hagués capturat normalment. Cal destacar que la captura al pas només és possible en el torn immediatament posterior al moviment inicial del peó rival; en cas de no fer la captura al pas en aquell moment, es perd el dret a fer-ho. Aquest moviment és l'únic en els escacs en què la peça atacant quan captura una peça rival no se situa a la casella que aquesta ocupava (Burgess 2000:463). La captura al pas és gairebé sempre opcional, excepte quan és l'única jugada legal disponible, cas en què és obligatori fer-la. Aquesta jugada és un tema comú en composicions d'escacs.

Aquesta regla va incorporar-se al joc al segle xv, alhora que es va introduir la regla que els peons tenien l'opció d'avançar dues caselles en lloc d'una, en la seva jugada inicial. La regla evita que l'opció d'avançar dues caselles en una sola jugada permeti sobrepassar un peó enemic sense risc de ser capturat. (Hooper & Whyld 1992:124)

## La regla
Si un peó que es troba a la seva casella d'origen mou dues caselles, i hi ha un peó rival a la seva cinquena fila a la columna adjacent, aquest peó rival pot capturar-lo igual que si hagués mogut una sola casella. Les condicions són:
- el peó que executa la captura al pas ha d'estar a la seva cinquena fila.
- el peó rival de la columna adjacent ha d'haver mogut dues caselles des de la seva posició inicial, en una sola jugada.
- el peó pot ser capturat a tots els efectes com si hagués mogut una sola casella.
- la captura només es pot fer immediatament, a la primera oportunitat.

|   | a                                                | b                                                | c                                                | d                                                | e                                                | f                                                | g                                                | h                                                |   |
| 8 | f7 negres peó · f6 black cross · e5 blanques peó | f7 negres peó · f6 black cross · e5 blanques peó | f7 negres peó · f6 black cross · e5 blanques peó | f7 negres peó · f6 black cross · e5 blanques peó | f7 negres peó · f6 black cross · e5 blanques peó | f7 negres peó · f6 black cross · e5 blanques peó | f7 negres peó · f6 black cross · e5 blanques peó | f7 negres peó · f6 black cross · e5 blanques peó | 8 |
| 7 | f7 negres peó · f6 black cross · e5 blanques peó | f7 negres peó · f6 black cross · e5 blanques peó | f7 negres peó · f6 black cross · e5 blanques peó | f7 negres peó · f6 black cross · e5 blanques peó | f7 negres peó · f6 black cross · e5 blanques peó | f7 negres peó · f6 black cross · e5 blanques peó | f7 negres peó · f6 black cross · e5 blanques peó | f7 negres peó · f6 black cross · e5 blanques peó | 7 |
| 6 | f7 negres peó · f6 black cross · e5 blanques peó | f7 negres peó · f6 black cross · e5 blanques peó | f7 negres peó · f6 black cross · e5 blanques peó | f7 negres peó · f6 black cross · e5 blanques peó | f7 negres peó · f6 black cross · e5 blanques peó | f7 negres peó · f6 black cross · e5 blanques peó | f7 negres peó · f6 black cross · e5 blanques peó | f7 negres peó · f6 black cross · e5 blanques peó | 6 |
| 5 | f7 negres peó · f6 black cross · e5 blanques peó | f7 negres peó · f6 black cross · e5 blanques peó | f7 negres peó · f6 black cross · e5 blanques peó | f7 negres peó · f6 black cross · e5 blanques peó | f7 negres peó · f6 black cross · e5 blanques peó | f7 negres peó · f6 black cross · e5 blanques peó | f7 negres peó · f6 black cross · e5 blanques peó | f7 negres peó · f6 black cross · e5 blanques peó | 5 |
| 4 | f7 negres peó · f6 black cross · e5 blanques peó | f7 negres peó · f6 black cross · e5 blanques peó | f7 negres peó · f6 black cross · e5 blanques peó | f7 negres peó · f6 black cross · e5 blanques peó | f7 negres peó · f6 black cross · e5 blanques peó | f7 negres peó · f6 black cross · e5 blanques peó | f7 negres peó · f6 black cross · e5 blanques peó | f7 negres peó · f6 black cross · e5 blanques peó | 4 |
| 3 | f7 negres peó · f6 black cross · e5 blanques peó | f7 negres peó · f6 black cross · e5 blanques peó | f7 negres peó · f6 black cross · e5 blanques peó | f7 negres peó · f6 black cross · e5 blanques peó | f7 negres peó · f6 black cross · e5 blanques peó | f7 negres peó · f6 black cross · e5 blanques peó | f7 negres peó · f6 black cross · e5 blanques peó | f7 negres peó · f6 black cross · e5 blanques peó | 3 |
| 2 | f7 negres peó · f6 black cross · e5 blanques peó | f7 negres peó · f6 black cross · e5 blanques peó | f7 negres peó · f6 black cross · e5 blanques peó | f7 negres peó · f6 black cross · e5 blanques peó | f7 negres peó · f6 black cross · e5 blanques peó | f7 negres peó · f6 black cross · e5 blanques peó | f7 negres peó · f6 black cross · e5 blanques peó | f7 negres peó · f6 black cross · e5 blanques peó | 2 |
| 1 | f7 negres peó · f6 black cross · e5 blanques peó | f7 negres peó · f6 black cross · e5 blanques peó | f7 negres peó · f6 black cross · e5 blanques peó | f7 negres peó · f6 black cross · e5 blanques peó | f7 negres peó · f6 black cross · e5 blanques peó | f7 negres peó · f6 black cross · e5 blanques peó | f7 negres peó · f6 black cross · e5 blanques peó | f7 negres peó · f6 black cross · e5 blanques peó | 1 |
|   | a                                                | b                                                | c                                                | d                                                | e                                                | f                                                | g                                                | h                                                |   |

|   | a                                                | b                                                | c                                                | d                                                | e                                                | f                                                | g                                                | h                                                |   |
| 8 | f6 black cross · e5 blanques peó · f5 negres peó | f6 black cross · e5 blanques peó · f5 negres peó | f6 black cross · e5 blanques peó · f5 negres peó | f6 black cross · e5 blanques peó · f5 negres peó | f6 black cross · e5 blanques peó · f5 negres peó | f6 black cross · e5 blanques peó · f5 negres peó | f6 black cross · e5 blanques peó · f5 negres peó | f6 black cross · e5 blanques peó · f5 negres peó | 8 |
| 7 | f6 black cross · e5 blanques peó · f5 negres peó | f6 black cross · e5 blanques peó · f5 negres peó | f6 black cross · e5 blanques peó · f5 negres peó | f6 black cross · e5 blanques peó · f5 negres peó | f6 black cross · e5 blanques peó · f5 negres peó | f6 black cross · e5 blanques peó · f5 negres peó | f6 black cross · e5 blanques peó · f5 negres peó | f6 black cross · e5 blanques peó · f5 negres peó | 7 |
| 6 | f6 black cross · e5 blanques peó · f5 negres peó | f6 black cross · e5 blanques peó · f5 negres peó | f6 black cross · e5 blanques peó · f5 negres peó | f6 black cross · e5 blanques peó · f5 negres peó | f6 black cross · e5 blanques peó · f5 negres peó | f6 black cross · e5 blanques peó · f5 negres peó | f6 black cross · e5 blanques peó · f5 negres peó | f6 black cross · e5 blanques peó · f5 negres peó | 6 |
| 5 | f6 black cross · e5 blanques peó · f5 negres peó | f6 black cross · e5 blanques peó · f5 negres peó | f6 black cross · e5 blanques peó · f5 negres peó | f6 black cross · e5 blanques peó · f5 negres peó | f6 black cross · e5 blanques peó · f5 negres peó | f6 black cross · e5 blanques peó · f5 negres peó | f6 black cross · e5 blanques peó · f5 negres peó | f6 black cross · e5 blanques peó · f5 negres peó | 5 |
| 4 | f6 black cross · e5 blanques peó · f5 negres peó | f6 black cross · e5 blanques peó · f5 negres peó | f6 black cross · e5 blanques peó · f5 negres peó | f6 black cross · e5 blanques peó · f5 negres peó | f6 black cross · e5 blanques peó · f5 negres peó | f6 black cross · e5 blanques peó · f5 negres peó | f6 black cross · e5 blanques peó · f5 negres peó | f6 black cross · e5 blanques peó · f5 negres peó | 4 |
| 3 | f6 black cross · e5 blanques peó · f5 negres peó | f6 black cross · e5 blanques peó · f5 negres peó | f6 black cross · e5 blanques peó · f5 negres peó | f6 black cross · e5 blanques peó · f5 negres peó | f6 black cross · e5 blanques peó · f5 negres peó | f6 black cross · e5 blanques peó · f5 negres peó | f6 black cross · e5 blanques peó · f5 negres peó | f6 black cross · e5 blanques peó · f5 negres peó | 3 |
| 2 | f6 black cross · e5 blanques peó · f5 negres peó | f6 black cross · e5 blanques peó · f5 negres peó | f6 black cross · e5 blanques peó · f5 negres peó | f6 black cross · e5 blanques peó · f5 negres peó | f6 black cross · e5 blanques peó · f5 negres peó | f6 black cross · e5 blanques peó · f5 negres peó | f6 black cross · e5 blanques peó · f5 negres peó | f6 black cross · e5 blanques peó · f5 negres peó | 2 |
| 1 | f6 black cross · e5 blanques peó · f5 negres peó | f6 black cross · e5 blanques peó · f5 negres peó | f6 black cross · e5 blanques peó · f5 negres peó | f6 black cross · e5 blanques peó · f5 negres peó | f6 black cross · e5 blanques peó · f5 negres peó | f6 black cross · e5 blanques peó · f5 negres peó | f6 black cross · e5 blanques peó · f5 negres peó | f6 black cross · e5 blanques peó · f5 negres peó | 1 |
|   | a                                                | b                                                | c                                                | d                                                | e                                                | f                                                | g                                                | h                                                |   |

|   | a               | b               | c               | d               | e               | f               | g               | h               |   |
| 8 | f6 blanques peó | f6 blanques peó | f6 blanques peó | f6 blanques peó | f6 blanques peó | f6 blanques peó | f6 blanques peó | f6 blanques peó | 8 |
| 7 | f6 blanques peó | f6 blanques peó | f6 blanques peó | f6 blanques peó | f6 blanques peó | f6 blanques peó | f6 blanques peó | f6 blanques peó | 7 |
| 6 | f6 blanques peó | f6 blanques peó | f6 blanques peó | f6 blanques peó | f6 blanques peó | f6 blanques peó | f6 blanques peó | f6 blanques peó | 6 |
| 5 | f6 blanques peó | f6 blanques peó | f6 blanques peó | f6 blanques peó | f6 blanques peó | f6 blanques peó | f6 blanques peó | f6 blanques peó | 5 |
| 4 | f6 blanques peó | f6 blanques peó | f6 blanques peó | f6 blanques peó | f6 blanques peó | f6 blanques peó | f6 blanques peó | f6 blanques peó | 4 |
| 3 | f6 blanques peó | f6 blanques peó | f6 blanques peó | f6 blanques peó | f6 blanques peó | f6 blanques peó | f6 blanques peó | f6 blanques peó | 3 |
| 2 | f6 blanques peó | f6 blanques peó | f6 blanques peó | f6 blanques peó | f6 blanques peó | f6 blanques peó | f6 blanques peó | f6 blanques peó | 2 |
| 1 | f6 blanques peó | f6 blanques peó | f6 blanques peó | f6 blanques peó | f6 blanques peó | f6 blanques peó | f6 blanques peó | f6 blanques peó | 1 |
|   | a               | b               | c               | d               | e               | f               | g               | h               |   |

## Context històric
Permetre la captura al pas fou un dels darrers canvis majors en les regles dels escacs a Europa entre els anys 1200 i 1600, conjuntament amb la introducció de la possibilitat que els peons moguin dues caselles en la seva jugada inicial, l'enroc, i el pas a ser peces de llarg abast per la dama i els alfils (Davidson 1949:14,16,57). El mestre castellà Ruy López de Segura documenta la regla al seu llibre Libro de la invencion liberal y arte del juego del axedrez (de 1561) (Golombek 1977:108). A la majoria de llocs la regla de la captura al pas fou adoptada a la vegada que la de les dues caselles a les quals es pot desplaçar el peó en la seva primera jugada, però no obstant no fou universalment adoptada fins que les regles italianes foren canviades el 1880 (Hooper & Whyld 1992:124–25).
El motiu de permetre la captura al pas fou evitar que la recentment afegida regla de les dues caselles de moviment pels peons en la primera jugada servis per evitar la captura de banda d'un peó enemic. Específicament, la regla permet que un peó que estigui a la cinquena fila tingui l'oportunitat de capturar el peó rival que corre per una columna adjacent que hagi avançat dues caselles a partir de la seva inicial, igual com si hagués mogut una sola casella. (Davidson 1949:16) Les variacions dels escacs asiàtiques, a causa de la seva separació dels escacs europeus durant aquest període, no varen incorporar cap d'aquestes jugades innovadores.

## Notació
Tant a la notació algebraica com a la notació descriptiva, la captura al pas es fan constar amb l'anotació "a.p." o similar, tot i que de fet, no és imprescindible. En notació algebraica, la jugada s'escriu igual com si el peó capturat hagués avançat només una casella, per exemple, exf6 (o exf6 a.p.) a l'exemple dels diagrames anteriors (Golombek 1977:216).

## La regla de les tres repeticions i l'ofegat
La possibilitat d'una captura al pas influeix pel que fa a la reclamació de taules per repetició de la posició. Dues posicions en què les peces siguin a les mateixes posicions, essent el torn del mateix jugador, es consideren diferents si hi ha l'oportunitat de fer una captura al pas a la primera posició, perquè aquesta oportunitat, per definició, no existeix en la segona posició malgrat que la configuració de les peces sigui la mateixa (Schiller 2003:27).
En el seu llibre sobre organització i regles dels escacs, l'AI Kenneth Harkness escriu que sovint li pregunten si la captura al pas pot ser feta en cas que es tracti de l'única jugada possible perquè no es produeixi una situació d'ofegat (Harkness 1967:49). Aquest extrem va ser debatut al segle xix, quan alguns argumentaven que el dret de fer una captura al pas és un "privilegi" i que per tant hom no hauria de ser obligat a exercir-lo si no vol. Al seu llibre Chess Praxis (de 1860), Howard Staunton escrigué que la captura al pas és obligatòria si no hi ha més jugades disponibles.
El reglament dels escacs va ser corregit a fi de deixar-ho clar (Winter 1999). Actualment, és clar que el jugador ha de fer la jugada (o abandonar). El mateix serveix si la captura al pas és l'única manera de sortir d'una situació d'escac (Harkness 1967:49).

## Exemples

### A l'obertura
|   | a | b | c | d | e | f | g | h |   |
| 8 | a8 negres torre · b8 negres cavall · c8 negres alfil · d8 negres dama · e8 negres rei · f8 negres alfil · h8 negres torre · a7 negres peó · b7 negres peó · c7 negres peó · d7 black circle · f7 negres peó · g7 negres peó · h7 negres peó · d6 black cross · d5 negres peó · e5 blanques peó · d4 blanques dama · e4 negres cavall · f3 blanques cavall · a2 blanques peó · b2 blanques peó · c2 blanques peó · f2 blanques peó · g2 blanques peó · h2 blanques peó · a1 blanques torre · b1 blanques cavall · c1 blanques alfil · e1 blanques rei · f1 blanques alfil · h1 blanques torre | a8 negres torre · b8 negres cavall · c8 negres alfil · d8 negres dama · e8 negres rei · f8 negres alfil · h8 negres torre · a7 negres peó · b7 negres peó · c7 negres peó · d7 black circle · f7 negres peó · g7 negres peó · h7 negres peó · d6 black cross · d5 negres peó · e5 blanques peó · d4 blanques dama · e4 negres cavall · f3 blanques cavall · a2 blanques peó · b2 blanques peó · c2 blanques peó · f2 blanques peó · g2 blanques peó · h2 blanques peó · a1 blanques torre · b1 blanques cavall · c1 blanques alfil · e1 blanques rei · f1 blanques alfil · h1 blanques torre | a8 negres torre · b8 negres cavall · c8 negres alfil · d8 negres dama · e8 negres rei · f8 negres alfil · h8 negres torre · a7 negres peó · b7 negres peó · c7 negres peó · d7 black circle · f7 negres peó · g7 negres peó · h7 negres peó · d6 black cross · d5 negres peó · e5 blanques peó · d4 blanques dama · e4 negres cavall · f3 blanques cavall · a2 blanques peó · b2 blanques peó · c2 blanques peó · f2 blanques peó · g2 blanques peó · h2 blanques peó · a1 blanques torre · b1 blanques cavall · c1 blanques alfil · e1 blanques rei · f1 blanques alfil · h1 blanques torre | a8 negres torre · b8 negres cavall · c8 negres alfil · d8 negres dama · e8 negres rei · f8 negres alfil · h8 negres torre · a7 negres peó · b7 negres peó · c7 negres peó · d7 black circle · f7 negres peó · g7 negres peó · h7 negres peó · d6 black cross · d5 negres peó · e5 blanques peó · d4 blanques dama · e4 negres cavall · f3 blanques cavall · a2 blanques peó · b2 blanques peó · c2 blanques peó · f2 blanques peó · g2 blanques peó · h2 blanques peó · a1 blanques torre · b1 blanques cavall · c1 blanques alfil · e1 blanques rei · f1 blanques alfil · h1 blanques torre | a8 negres torre · b8 negres cavall · c8 negres alfil · d8 negres dama · e8 negres rei · f8 negres alfil · h8 negres torre · a7 negres peó · b7 negres peó · c7 negres peó · d7 black circle · f7 negres peó · g7 negres peó · h7 negres peó · d6 black cross · d5 negres peó · e5 blanques peó · d4 blanques dama · e4 negres cavall · f3 blanques cavall · a2 blanques peó · b2 blanques peó · c2 blanques peó · f2 blanques peó · g2 blanques peó · h2 blanques peó · a1 blanques torre · b1 blanques cavall · c1 blanques alfil · e1 blanques rei · f1 blanques alfil · h1 blanques torre | a8 negres torre · b8 negres cavall · c8 negres alfil · d8 negres dama · e8 negres rei · f8 negres alfil · h8 negres torre · a7 negres peó · b7 negres peó · c7 negres peó · d7 black circle · f7 negres peó · g7 negres peó · h7 negres peó · d6 black cross · d5 negres peó · e5 blanques peó · d4 blanques dama · e4 negres cavall · f3 blanques cavall · a2 blanques peó · b2 blanques peó · c2 blanques peó · f2 blanques peó · g2 blanques peó · h2 blanques peó · a1 blanques torre · b1 blanques cavall · c1 blanques alfil · e1 blanques rei · f1 blanques alfil · h1 blanques torre | a8 negres torre · b8 negres cavall · c8 negres alfil · d8 negres dama · e8 negres rei · f8 negres alfil · h8 negres torre · a7 negres peó · b7 negres peó · c7 negres peó · d7 black circle · f7 negres peó · g7 negres peó · h7 negres peó · d6 black cross · d5 negres peó · e5 blanques peó · d4 blanques dama · e4 negres cavall · f3 blanques cavall · a2 blanques peó · b2 blanques peó · c2 blanques peó · f2 blanques peó · g2 blanques peó · h2 blanques peó · a1 blanques torre · b1 blanques cavall · c1 blanques alfil · e1 blanques rei · f1 blanques alfil · h1 blanques torre | a8 negres torre · b8 negres cavall · c8 negres alfil · d8 negres dama · e8 negres rei · f8 negres alfil · h8 negres torre · a7 negres peó · b7 negres peó · c7 negres peó · d7 black circle · f7 negres peó · g7 negres peó · h7 negres peó · d6 black cross · d5 negres peó · e5 blanques peó · d4 blanques dama · e4 negres cavall · f3 blanques cavall · a2 blanques peó · b2 blanques peó · c2 blanques peó · f2 blanques peó · g2 blanques peó · h2 blanques peó · a1 blanques torre · b1 blanques cavall · c1 blanques alfil · e1 blanques rei · f1 blanques alfil · h1 blanques torre | 8 |
| 7 | a8 negres torre · b8 negres cavall · c8 negres alfil · d8 negres dama · e8 negres rei · f8 negres alfil · h8 negres torre · a7 negres peó · b7 negres peó · c7 negres peó · d7 black circle · f7 negres peó · g7 negres peó · h7 negres peó · d6 black cross · d5 negres peó · e5 blanques peó · d4 blanques dama · e4 negres cavall · f3 blanques cavall · a2 blanques peó · b2 blanques peó · c2 blanques peó · f2 blanques peó · g2 blanques peó · h2 blanques peó · a1 blanques torre · b1 blanques cavall · c1 blanques alfil · e1 blanques rei · f1 blanques alfil · h1 blanques torre | a8 negres torre · b8 negres cavall · c8 negres alfil · d8 negres dama · e8 negres rei · f8 negres alfil · h8 negres torre · a7 negres peó · b7 negres peó · c7 negres peó · d7 black circle · f7 negres peó · g7 negres peó · h7 negres peó · d6 black cross · d5 negres peó · e5 blanques peó · d4 blanques dama · e4 negres cavall · f3 blanques cavall · a2 blanques peó · b2 blanques peó · c2 blanques peó · f2 blanques peó · g2 blanques peó · h2 blanques peó · a1 blanques torre · b1 blanques cavall · c1 blanques alfil · e1 blanques rei · f1 blanques alfil · h1 blanques torre | a8 negres torre · b8 negres cavall · c8 negres alfil · d8 negres dama · e8 negres rei · f8 negres alfil · h8 negres torre · a7 negres peó · b7 negres peó · c7 negres peó · d7 black circle · f7 negres peó · g7 negres peó · h7 negres peó · d6 black cross · d5 negres peó · e5 blanques peó · d4 blanques dama · e4 negres cavall · f3 blanques cavall · a2 blanques peó · b2 blanques peó · c2 blanques peó · f2 blanques peó · g2 blanques peó · h2 blanques peó · a1 blanques torre · b1 blanques cavall · c1 blanques alfil · e1 blanques rei · f1 blanques alfil · h1 blanques torre | a8 negres torre · b8 negres cavall · c8 negres alfil · d8 negres dama · e8 negres rei · f8 negres alfil · h8 negres torre · a7 negres peó · b7 negres peó · c7 negres peó · d7 black circle · f7 negres peó · g7 negres peó · h7 negres peó · d6 black cross · d5 negres peó · e5 blanques peó · d4 blanques dama · e4 negres cavall · f3 blanques cavall · a2 blanques peó · b2 blanques peó · c2 blanques peó · f2 blanques peó · g2 blanques peó · h2 blanques peó · a1 blanques torre · b1 blanques cavall · c1 blanques alfil · e1 blanques rei · f1 blanques alfil · h1 blanques torre | a8 negres torre · b8 negres cavall · c8 negres alfil · d8 negres dama · e8 negres rei · f8 negres alfil · h8 negres torre · a7 negres peó · b7 negres peó · c7 negres peó · d7 black circle · f7 negres peó · g7 negres peó · h7 negres peó · d6 black cross · d5 negres peó · e5 blanques peó · d4 blanques dama · e4 negres cavall · f3 blanques cavall · a2 blanques peó · b2 blanques peó · c2 blanques peó · f2 blanques peó · g2 blanques peó · h2 blanques peó · a1 blanques torre · b1 blanques cavall · c1 blanques alfil · e1 blanques rei · f1 blanques alfil · h1 blanques torre | a8 negres torre · b8 negres cavall · c8 negres alfil · d8 negres dama · e8 negres rei · f8 negres alfil · h8 negres torre · a7 negres peó · b7 negres peó · c7 negres peó · d7 black circle · f7 negres peó · g7 negres peó · h7 negres peó · d6 black cross · d5 negres peó · e5 blanques peó · d4 blanques dama · e4 negres cavall · f3 blanques cavall · a2 blanques peó · b2 blanques peó · c2 blanques peó · f2 blanques peó · g2 blanques peó · h2 blanques peó · a1 blanques torre · b1 blanques cavall · c1 blanques alfil · e1 blanques rei · f1 blanques alfil · h1 blanques torre | a8 negres torre · b8 negres cavall · c8 negres alfil · d8 negres dama · e8 negres rei · f8 negres alfil · h8 negres torre · a7 negres peó · b7 negres peó · c7 negres peó · d7 black circle · f7 negres peó · g7 negres peó · h7 negres peó · d6 black cross · d5 negres peó · e5 blanques peó · d4 blanques dama · e4 negres cavall · f3 blanques cavall · a2 blanques peó · b2 blanques peó · c2 blanques peó · f2 blanques peó · g2 blanques peó · h2 blanques peó · a1 blanques torre · b1 blanques cavall · c1 blanques alfil · e1 blanques rei · f1 blanques alfil · h1 blanques torre | a8 negres torre · b8 negres cavall · c8 negres alfil · d8 negres dama · e8 negres rei · f8 negres alfil · h8 negres torre · a7 negres peó · b7 negres peó · c7 negres peó · d7 black circle · f7 negres peó · g7 negres peó · h7 negres peó · d6 black cross · d5 negres peó · e5 blanques peó · d4 blanques dama · e4 negres cavall · f3 blanques cavall · a2 blanques peó · b2 blanques peó · c2 blanques peó · f2 blanques peó · g2 blanques peó · h2 blanques peó · a1 blanques torre · b1 blanques cavall · c1 blanques alfil · e1 blanques rei · f1 blanques alfil · h1 blanques torre | 7 |
| 6 | a8 negres torre · b8 negres cavall · c8 negres alfil · d8 negres dama · e8 negres rei · f8 negres alfil · h8 negres torre · a7 negres peó · b7 negres peó · c7 negres peó · d7 black circle · f7 negres peó · g7 negres peó · h7 negres peó · d6 black cross · d5 negres peó · e5 blanques peó · d4 blanques dama · e4 negres cavall · f3 blanques cavall · a2 blanques peó · b2 blanques peó · c2 blanques peó · f2 blanques peó · g2 blanques peó · h2 blanques peó · a1 blanques torre · b1 blanques cavall · c1 blanques alfil · e1 blanques rei · f1 blanques alfil · h1 blanques torre | a8 negres torre · b8 negres cavall · c8 negres alfil · d8 negres dama · e8 negres rei · f8 negres alfil · h8 negres torre · a7 negres peó · b7 negres peó · c7 negres peó · d7 black circle · f7 negres peó · g7 negres peó · h7 negres peó · d6 black cross · d5 negres peó · e5 blanques peó · d4 blanques dama · e4 negres cavall · f3 blanques cavall · a2 blanques peó · b2 blanques peó · c2 blanques peó · f2 blanques peó · g2 blanques peó · h2 blanques peó · a1 blanques torre · b1 blanques cavall · c1 blanques alfil · e1 blanques rei · f1 blanques alfil · h1 blanques torre | a8 negres torre · b8 negres cavall · c8 negres alfil · d8 negres dama · e8 negres rei · f8 negres alfil · h8 negres torre · a7 negres peó · b7 negres peó · c7 negres peó · d7 black circle · f7 negres peó · g7 negres peó · h7 negres peó · d6 black cross · d5 negres peó · e5 blanques peó · d4 blanques dama · e4 negres cavall · f3 blanques cavall · a2 blanques peó · b2 blanques peó · c2 blanques peó · f2 blanques peó · g2 blanques peó · h2 blanques peó · a1 blanques torre · b1 blanques cavall · c1 blanques alfil · e1 blanques rei · f1 blanques alfil · h1 blanques torre | a8 negres torre · b8 negres cavall · c8 negres alfil · d8 negres dama · e8 negres rei · f8 negres alfil · h8 negres torre · a7 negres peó · b7 negres peó · c7 negres peó · d7 black circle · f7 negres peó · g7 negres peó · h7 negres peó · d6 black cross · d5 negres peó · e5 blanques peó · d4 blanques dama · e4 negres cavall · f3 blanques cavall · a2 blanques peó · b2 blanques peó · c2 blanques peó · f2 blanques peó · g2 blanques peó · h2 blanques peó · a1 blanques torre · b1 blanques cavall · c1 blanques alfil · e1 blanques rei · f1 blanques alfil · h1 blanques torre | a8 negres torre · b8 negres cavall · c8 negres alfil · d8 negres dama · e8 negres rei · f8 negres alfil · h8 negres torre · a7 negres peó · b7 negres peó · c7 negres peó · d7 black circle · f7 negres peó · g7 negres peó · h7 negres peó · d6 black cross · d5 negres peó · e5 blanques peó · d4 blanques dama · e4 negres cavall · f3 blanques cavall · a2 blanques peó · b2 blanques peó · c2 blanques peó · f2 blanques peó · g2 blanques peó · h2 blanques peó · a1 blanques torre · b1 blanques cavall · c1 blanques alfil · e1 blanques rei · f1 blanques alfil · h1 blanques torre | a8 negres torre · b8 negres cavall · c8 negres alfil · d8 negres dama · e8 negres rei · f8 negres alfil · h8 negres torre · a7 negres peó · b7 negres peó · c7 negres peó · d7 black circle · f7 negres peó · g7 negres peó · h7 negres peó · d6 black cross · d5 negres peó · e5 blanques peó · d4 blanques dama · e4 negres cavall · f3 blanques cavall · a2 blanques peó · b2 blanques peó · c2 blanques peó · f2 blanques peó · g2 blanques peó · h2 blanques peó · a1 blanques torre · b1 blanques cavall · c1 blanques alfil · e1 blanques rei · f1 blanques alfil · h1 blanques torre | a8 negres torre · b8 negres cavall · c8 negres alfil · d8 negres dama · e8 negres rei · f8 negres alfil · h8 negres torre · a7 negres peó · b7 negres peó · c7 negres peó · d7 black circle · f7 negres peó · g7 negres peó · h7 negres peó · d6 black cross · d5 negres peó · e5 blanques peó · d4 blanques dama · e4 negres cavall · f3 blanques cavall · a2 blanques peó · b2 blanques peó · c2 blanques peó · f2 blanques peó · g2 blanques peó · h2 blanques peó · a1 blanques torre · b1 blanques cavall · c1 blanques alfil · e1 blanques rei · f1 blanques alfil · h1 blanques torre | a8 negres torre · b8 negres cavall · c8 negres alfil · d8 negres dama · e8 negres rei · f8 negres alfil · h8 negres torre · a7 negres peó · b7 negres peó · c7 negres peó · d7 black circle · f7 negres peó · g7 negres peó · h7 negres peó · d6 black cross · d5 negres peó · e5 blanques peó · d4 blanques dama · e4 negres cavall · f3 blanques cavall · a2 blanques peó · b2 blanques peó · c2 blanques peó · f2 blanques peó · g2 blanques peó · h2 blanques peó · a1 blanques torre · b1 blanques cavall · c1 blanques alfil · e1 blanques rei · f1 blanques alfil · h1 blanques torre | 6 |
| 5 | a8 negres torre · b8 negres cavall · c8 negres alfil · d8 negres dama · e8 negres rei · f8 negres alfil · h8 negres torre · a7 negres peó · b7 negres peó · c7 negres peó · d7 black circle · f7 negres peó · g7 negres peó · h7 negres peó · d6 black cross · d5 negres peó · e5 blanques peó · d4 blanques dama · e4 negres cavall · f3 blanques cavall · a2 blanques peó · b2 blanques peó · c2 blanques peó · f2 blanques peó · g2 blanques peó · h2 blanques peó · a1 blanques torre · b1 blanques cavall · c1 blanques alfil · e1 blanques rei · f1 blanques alfil · h1 blanques torre | a8 negres torre · b8 negres cavall · c8 negres alfil · d8 negres dama · e8 negres rei · f8 negres alfil · h8 negres torre · a7 negres peó · b7 negres peó · c7 negres peó · d7 black circle · f7 negres peó · g7 negres peó · h7 negres peó · d6 black cross · d5 negres peó · e5 blanques peó · d4 blanques dama · e4 negres cavall · f3 blanques cavall · a2 blanques peó · b2 blanques peó · c2 blanques peó · f2 blanques peó · g2 blanques peó · h2 blanques peó · a1 blanques torre · b1 blanques cavall · c1 blanques alfil · e1 blanques rei · f1 blanques alfil · h1 blanques torre | a8 negres torre · b8 negres cavall · c8 negres alfil · d8 negres dama · e8 negres rei · f8 negres alfil · h8 negres torre · a7 negres peó · b7 negres peó · c7 negres peó · d7 black circle · f7 negres peó · g7 negres peó · h7 negres peó · d6 black cross · d5 negres peó · e5 blanques peó · d4 blanques dama · e4 negres cavall · f3 blanques cavall · a2 blanques peó · b2 blanques peó · c2 blanques peó · f2 blanques peó · g2 blanques peó · h2 blanques peó · a1 blanques torre · b1 blanques cavall · c1 blanques alfil · e1 blanques rei · f1 blanques alfil · h1 blanques torre | a8 negres torre · b8 negres cavall · c8 negres alfil · d8 negres dama · e8 negres rei · f8 negres alfil · h8 negres torre · a7 negres peó · b7 negres peó · c7 negres peó · d7 black circle · f7 negres peó · g7 negres peó · h7 negres peó · d6 black cross · d5 negres peó · e5 blanques peó · d4 blanques dama · e4 negres cavall · f3 blanques cavall · a2 blanques peó · b2 blanques peó · c2 blanques peó · f2 blanques peó · g2 blanques peó · h2 blanques peó · a1 blanques torre · b1 blanques cavall · c1 blanques alfil · e1 blanques rei · f1 blanques alfil · h1 blanques torre | a8 negres torre · b8 negres cavall · c8 negres alfil · d8 negres dama · e8 negres rei · f8 negres alfil · h8 negres torre · a7 negres peó · b7 negres peó · c7 negres peó · d7 black circle · f7 negres peó · g7 negres peó · h7 negres peó · d6 black cross · d5 negres peó · e5 blanques peó · d4 blanques dama · e4 negres cavall · f3 blanques cavall · a2 blanques peó · b2 blanques peó · c2 blanques peó · f2 blanques peó · g2 blanques peó · h2 blanques peó · a1 blanques torre · b1 blanques cavall · c1 blanques alfil · e1 blanques rei · f1 blanques alfil · h1 blanques torre | a8 negres torre · b8 negres cavall · c8 negres alfil · d8 negres dama · e8 negres rei · f8 negres alfil · h8 negres torre · a7 negres peó · b7 negres peó · c7 negres peó · d7 black circle · f7 negres peó · g7 negres peó · h7 negres peó · d6 black cross · d5 negres peó · e5 blanques peó · d4 blanques dama · e4 negres cavall · f3 blanques cavall · a2 blanques peó · b2 blanques peó · c2 blanques peó · f2 blanques peó · g2 blanques peó · h2 blanques peó · a1 blanques torre · b1 blanques cavall · c1 blanques alfil · e1 blanques rei · f1 blanques alfil · h1 blanques torre | a8 negres torre · b8 negres cavall · c8 negres alfil · d8 negres dama · e8 negres rei · f8 negres alfil · h8 negres torre · a7 negres peó · b7 negres peó · c7 negres peó · d7 black circle · f7 negres peó · g7 negres peó · h7 negres peó · d6 black cross · d5 negres peó · e5 blanques peó · d4 blanques dama · e4 negres cavall · f3 blanques cavall · a2 blanques peó · b2 blanques peó · c2 blanques peó · f2 blanques peó · g2 blanques peó · h2 blanques peó · a1 blanques torre · b1 blanques cavall · c1 blanques alfil · e1 blanques rei · f1 blanques alfil · h1 blanques torre | a8 negres torre · b8 negres cavall · c8 negres alfil · d8 negres dama · e8 negres rei · f8 negres alfil · h8 negres torre · a7 negres peó · b7 negres peó · c7 negres peó · d7 black circle · f7 negres peó · g7 negres peó · h7 negres peó · d6 black cross · d5 negres peó · e5 blanques peó · d4 blanques dama · e4 negres cavall · f3 blanques cavall · a2 blanques peó · b2 blanques peó · c2 blanques peó · f2 blanques peó · g2 blanques peó · h2 blanques peó · a1 blanques torre · b1 blanques cavall · c1 blanques alfil · e1 blanques rei · f1 blanques alfil · h1 blanques torre | 5 |
| 4 | a8 negres torre · b8 negres cavall · c8 negres alfil · d8 negres dama · e8 negres rei · f8 negres alfil · h8 negres torre · a7 negres peó · b7 negres peó · c7 negres peó · d7 black circle · f7 negres peó · g7 negres peó · h7 negres peó · d6 black cross · d5 negres peó · e5 blanques peó · d4 blanques dama · e4 negres cavall · f3 blanques cavall · a2 blanques peó · b2 blanques peó · c2 blanques peó · f2 blanques peó · g2 blanques peó · h2 blanques peó · a1 blanques torre · b1 blanques cavall · c1 blanques alfil · e1 blanques rei · f1 blanques alfil · h1 blanques torre | a8 negres torre · b8 negres cavall · c8 negres alfil · d8 negres dama · e8 negres rei · f8 negres alfil · h8 negres torre · a7 negres peó · b7 negres peó · c7 negres peó · d7 black circle · f7 negres peó · g7 negres peó · h7 negres peó · d6 black cross · d5 negres peó · e5 blanques peó · d4 blanques dama · e4 negres cavall · f3 blanques cavall · a2 blanques peó · b2 blanques peó · c2 blanques peó · f2 blanques peó · g2 blanques peó · h2 blanques peó · a1 blanques torre · b1 blanques cavall · c1 blanques alfil · e1 blanques rei · f1 blanques alfil · h1 blanques torre | a8 negres torre · b8 negres cavall · c8 negres alfil · d8 negres dama · e8 negres rei · f8 negres alfil · h8 negres torre · a7 negres peó · b7 negres peó · c7 negres peó · d7 black circle · f7 negres peó · g7 negres peó · h7 negres peó · d6 black cross · d5 negres peó · e5 blanques peó · d4 blanques dama · e4 negres cavall · f3 blanques cavall · a2 blanques peó · b2 blanques peó · c2 blanques peó · f2 blanques peó · g2 blanques peó · h2 blanques peó · a1 blanques torre · b1 blanques cavall · c1 blanques alfil · e1 blanques rei · f1 blanques alfil · h1 blanques torre | a8 negres torre · b8 negres cavall · c8 negres alfil · d8 negres dama · e8 negres rei · f8 negres alfil · h8 negres torre · a7 negres peó · b7 negres peó · c7 negres peó · d7 black circle · f7 negres peó · g7 negres peó · h7 negres peó · d6 black cross · d5 negres peó · e5 blanques peó · d4 blanques dama · e4 negres cavall · f3 blanques cavall · a2 blanques peó · b2 blanques peó · c2 blanques peó · f2 blanques peó · g2 blanques peó · h2 blanques peó · a1 blanques torre · b1 blanques cavall · c1 blanques alfil · e1 blanques rei · f1 blanques alfil · h1 blanques torre | a8 negres torre · b8 negres cavall · c8 negres alfil · d8 negres dama · e8 negres rei · f8 negres alfil · h8 negres torre · a7 negres peó · b7 negres peó · c7 negres peó · d7 black circle · f7 negres peó · g7 negres peó · h7 negres peó · d6 black cross · d5 negres peó · e5 blanques peó · d4 blanques dama · e4 negres cavall · f3 blanques cavall · a2 blanques peó · b2 blanques peó · c2 blanques peó · f2 blanques peó · g2 blanques peó · h2 blanques peó · a1 blanques torre · b1 blanques cavall · c1 blanques alfil · e1 blanques rei · f1 blanques alfil · h1 blanques torre | a8 negres torre · b8 negres cavall · c8 negres alfil · d8 negres dama · e8 negres rei · f8 negres alfil · h8 negres torre · a7 negres peó · b7 negres peó · c7 negres peó · d7 black circle · f7 negres peó · g7 negres peó · h7 negres peó · d6 black cross · d5 negres peó · e5 blanques peó · d4 blanques dama · e4 negres cavall · f3 blanques cavall · a2 blanques peó · b2 blanques peó · c2 blanques peó · f2 blanques peó · g2 blanques peó · h2 blanques peó · a1 blanques torre · b1 blanques cavall · c1 blanques alfil · e1 blanques rei · f1 blanques alfil · h1 blanques torre | a8 negres torre · b8 negres cavall · c8 negres alfil · d8 negres dama · e8 negres rei · f8 negres alfil · h8 negres torre · a7 negres peó · b7 negres peó · c7 negres peó · d7 black circle · f7 negres peó · g7 negres peó · h7 negres peó · d6 black cross · d5 negres peó · e5 blanques peó · d4 blanques dama · e4 negres cavall · f3 blanques cavall · a2 blanques peó · b2 blanques peó · c2 blanques peó · f2 blanques peó · g2 blanques peó · h2 blanques peó · a1 blanques torre · b1 blanques cavall · c1 blanques alfil · e1 blanques rei · f1 blanques alfil · h1 blanques torre | a8 negres torre · b8 negres cavall · c8 negres alfil · d8 negres dama · e8 negres rei · f8 negres alfil · h8 negres torre · a7 negres peó · b7 negres peó · c7 negres peó · d7 black circle · f7 negres peó · g7 negres peó · h7 negres peó · d6 black cross · d5 negres peó · e5 blanques peó · d4 blanques dama · e4 negres cavall · f3 blanques cavall · a2 blanques peó · b2 blanques peó · c2 blanques peó · f2 blanques peó · g2 blanques peó · h2 blanques peó · a1 blanques torre · b1 blanques cavall · c1 blanques alfil · e1 blanques rei · f1 blanques alfil · h1 blanques torre | 4 |
| 3 | a8 negres torre · b8 negres cavall · c8 negres alfil · d8 negres dama · e8 negres rei · f8 negres alfil · h8 negres torre · a7 negres peó · b7 negres peó · c7 negres peó · d7 black circle · f7 negres peó · g7 negres peó · h7 negres peó · d6 black cross · d5 negres peó · e5 blanques peó · d4 blanques dama · e4 negres cavall · f3 blanques cavall · a2 blanques peó · b2 blanques peó · c2 blanques peó · f2 blanques peó · g2 blanques peó · h2 blanques peó · a1 blanques torre · b1 blanques cavall · c1 blanques alfil · e1 blanques rei · f1 blanques alfil · h1 blanques torre | a8 negres torre · b8 negres cavall · c8 negres alfil · d8 negres dama · e8 negres rei · f8 negres alfil · h8 negres torre · a7 negres peó · b7 negres peó · c7 negres peó · d7 black circle · f7 negres peó · g7 negres peó · h7 negres peó · d6 black cross · d5 negres peó · e5 blanques peó · d4 blanques dama · e4 negres cavall · f3 blanques cavall · a2 blanques peó · b2 blanques peó · c2 blanques peó · f2 blanques peó · g2 blanques peó · h2 blanques peó · a1 blanques torre · b1 blanques cavall · c1 blanques alfil · e1 blanques rei · f1 blanques alfil · h1 blanques torre | a8 negres torre · b8 negres cavall · c8 negres alfil · d8 negres dama · e8 negres rei · f8 negres alfil · h8 negres torre · a7 negres peó · b7 negres peó · c7 negres peó · d7 black circle · f7 negres peó · g7 negres peó · h7 negres peó · d6 black cross · d5 negres peó · e5 blanques peó · d4 blanques dama · e4 negres cavall · f3 blanques cavall · a2 blanques peó · b2 blanques peó · c2 blanques peó · f2 blanques peó · g2 blanques peó · h2 blanques peó · a1 blanques torre · b1 blanques cavall · c1 blanques alfil · e1 blanques rei · f1 blanques alfil · h1 blanques torre | a8 negres torre · b8 negres cavall · c8 negres alfil · d8 negres dama · e8 negres rei · f8 negres alfil · h8 negres torre · a7 negres peó · b7 negres peó · c7 negres peó · d7 black circle · f7 negres peó · g7 negres peó · h7 negres peó · d6 black cross · d5 negres peó · e5 blanques peó · d4 blanques dama · e4 negres cavall · f3 blanques cavall · a2 blanques peó · b2 blanques peó · c2 blanques peó · f2 blanques peó · g2 blanques peó · h2 blanques peó · a1 blanques torre · b1 blanques cavall · c1 blanques alfil · e1 blanques rei · f1 blanques alfil · h1 blanques torre | a8 negres torre · b8 negres cavall · c8 negres alfil · d8 negres dama · e8 negres rei · f8 negres alfil · h8 negres torre · a7 negres peó · b7 negres peó · c7 negres peó · d7 black circle · f7 negres peó · g7 negres peó · h7 negres peó · d6 black cross · d5 negres peó · e5 blanques peó · d4 blanques dama · e4 negres cavall · f3 blanques cavall · a2 blanques peó · b2 blanques peó · c2 blanques peó · f2 blanques peó · g2 blanques peó · h2 blanques peó · a1 blanques torre · b1 blanques cavall · c1 blanques alfil · e1 blanques rei · f1 blanques alfil · h1 blanques torre | a8 negres torre · b8 negres cavall · c8 negres alfil · d8 negres dama · e8 negres rei · f8 negres alfil · h8 negres torre · a7 negres peó · b7 negres peó · c7 negres peó · d7 black circle · f7 negres peó · g7 negres peó · h7 negres peó · d6 black cross · d5 negres peó · e5 blanques peó · d4 blanques dama · e4 negres cavall · f3 blanques cavall · a2 blanques peó · b2 blanques peó · c2 blanques peó · f2 blanques peó · g2 blanques peó · h2 blanques peó · a1 blanques torre · b1 blanques cavall · c1 blanques alfil · e1 blanques rei · f1 blanques alfil · h1 blanques torre | a8 negres torre · b8 negres cavall · c8 negres alfil · d8 negres dama · e8 negres rei · f8 negres alfil · h8 negres torre · a7 negres peó · b7 negres peó · c7 negres peó · d7 black circle · f7 negres peó · g7 negres peó · h7 negres peó · d6 black cross · d5 negres peó · e5 blanques peó · d4 blanques dama · e4 negres cavall · f3 blanques cavall · a2 blanques peó · b2 blanques peó · c2 blanques peó · f2 blanques peó · g2 blanques peó · h2 blanques peó · a1 blanques torre · b1 blanques cavall · c1 blanques alfil · e1 blanques rei · f1 blanques alfil · h1 blanques torre | a8 negres torre · b8 negres cavall · c8 negres alfil · d8 negres dama · e8 negres rei · f8 negres alfil · h8 negres torre · a7 negres peó · b7 negres peó · c7 negres peó · d7 black circle · f7 negres peó · g7 negres peó · h7 negres peó · d6 black cross · d5 negres peó · e5 blanques peó · d4 blanques dama · e4 negres cavall · f3 blanques cavall · a2 blanques peó · b2 blanques peó · c2 blanques peó · f2 blanques peó · g2 blanques peó · h2 blanques peó · a1 blanques torre · b1 blanques cavall · c1 blanques alfil · e1 blanques rei · f1 blanques alfil · h1 blanques torre | 3 |
| 2 | a8 negres torre · b8 negres cavall · c8 negres alfil · d8 negres dama · e8 negres rei · f8 negres alfil · h8 negres torre · a7 negres peó · b7 negres peó · c7 negres peó · d7 black circle · f7 negres peó · g7 negres peó · h7 negres peó · d6 black cross · d5 negres peó · e5 blanques peó · d4 blanques dama · e4 negres cavall · f3 blanques cavall · a2 blanques peó · b2 blanques peó · c2 blanques peó · f2 blanques peó · g2 blanques peó · h2 blanques peó · a1 blanques torre · b1 blanques cavall · c1 blanques alfil · e1 blanques rei · f1 blanques alfil · h1 blanques torre | a8 negres torre · b8 negres cavall · c8 negres alfil · d8 negres dama · e8 negres rei · f8 negres alfil · h8 negres torre · a7 negres peó · b7 negres peó · c7 negres peó · d7 black circle · f7 negres peó · g7 negres peó · h7 negres peó · d6 black cross · d5 negres peó · e5 blanques peó · d4 blanques dama · e4 negres cavall · f3 blanques cavall · a2 blanques peó · b2 blanques peó · c2 blanques peó · f2 blanques peó · g2 blanques peó · h2 blanques peó · a1 blanques torre · b1 blanques cavall · c1 blanques alfil · e1 blanques rei · f1 blanques alfil · h1 blanques torre | a8 negres torre · b8 negres cavall · c8 negres alfil · d8 negres dama · e8 negres rei · f8 negres alfil · h8 negres torre · a7 negres peó · b7 negres peó · c7 negres peó · d7 black circle · f7 negres peó · g7 negres peó · h7 negres peó · d6 black cross · d5 negres peó · e5 blanques peó · d4 blanques dama · e4 negres cavall · f3 blanques cavall · a2 blanques peó · b2 blanques peó · c2 blanques peó · f2 blanques peó · g2 blanques peó · h2 blanques peó · a1 blanques torre · b1 blanques cavall · c1 blanques alfil · e1 blanques rei · f1 blanques alfil · h1 blanques torre | a8 negres torre · b8 negres cavall · c8 negres alfil · d8 negres dama · e8 negres rei · f8 negres alfil · h8 negres torre · a7 negres peó · b7 negres peó · c7 negres peó · d7 black circle · f7 negres peó · g7 negres peó · h7 negres peó · d6 black cross · d5 negres peó · e5 blanques peó · d4 blanques dama · e4 negres cavall · f3 blanques cavall · a2 blanques peó · b2 blanques peó · c2 blanques peó · f2 blanques peó · g2 blanques peó · h2 blanques peó · a1 blanques torre · b1 blanques cavall · c1 blanques alfil · e1 blanques rei · f1 blanques alfil · h1 blanques torre | a8 negres torre · b8 negres cavall · c8 negres alfil · d8 negres dama · e8 negres rei · f8 negres alfil · h8 negres torre · a7 negres peó · b7 negres peó · c7 negres peó · d7 black circle · f7 negres peó · g7 negres peó · h7 negres peó · d6 black cross · d5 negres peó · e5 blanques peó · d4 blanques dama · e4 negres cavall · f3 blanques cavall · a2 blanques peó · b2 blanques peó · c2 blanques peó · f2 blanques peó · g2 blanques peó · h2 blanques peó · a1 blanques torre · b1 blanques cavall · c1 blanques alfil · e1 blanques rei · f1 blanques alfil · h1 blanques torre | a8 negres torre · b8 negres cavall · c8 negres alfil · d8 negres dama · e8 negres rei · f8 negres alfil · h8 negres torre · a7 negres peó · b7 negres peó · c7 negres peó · d7 black circle · f7 negres peó · g7 negres peó · h7 negres peó · d6 black cross · d5 negres peó · e5 blanques peó · d4 blanques dama · e4 negres cavall · f3 blanques cavall · a2 blanques peó · b2 blanques peó · c2 blanques peó · f2 blanques peó · g2 blanques peó · h2 blanques peó · a1 blanques torre · b1 blanques cavall · c1 blanques alfil · e1 blanques rei · f1 blanques alfil · h1 blanques torre | a8 negres torre · b8 negres cavall · c8 negres alfil · d8 negres dama · e8 negres rei · f8 negres alfil · h8 negres torre · a7 negres peó · b7 negres peó · c7 negres peó · d7 black circle · f7 negres peó · g7 negres peó · h7 negres peó · d6 black cross · d5 negres peó · e5 blanques peó · d4 blanques dama · e4 negres cavall · f3 blanques cavall · a2 blanques peó · b2 blanques peó · c2 blanques peó · f2 blanques peó · g2 blanques peó · h2 blanques peó · a1 blanques torre · b1 blanques cavall · c1 blanques alfil · e1 blanques rei · f1 blanques alfil · h1 blanques torre | a8 negres torre · b8 negres cavall · c8 negres alfil · d8 negres dama · e8 negres rei · f8 negres alfil · h8 negres torre · a7 negres peó · b7 negres peó · c7 negres peó · d7 black circle · f7 negres peó · g7 negres peó · h7 negres peó · d6 black cross · d5 negres peó · e5 blanques peó · d4 blanques dama · e4 negres cavall · f3 blanques cavall · a2 blanques peó · b2 blanques peó · c2 blanques peó · f2 blanques peó · g2 blanques peó · h2 blanques peó · a1 blanques torre · b1 blanques cavall · c1 blanques alfil · e1 blanques rei · f1 blanques alfil · h1 blanques torre | 2 |
| 1 | a8 negres torre · b8 negres cavall · c8 negres alfil · d8 negres dama · e8 negres rei · f8 negres alfil · h8 negres torre · a7 negres peó · b7 negres peó · c7 negres peó · d7 black circle · f7 negres peó · g7 negres peó · h7 negres peó · d6 black cross · d5 negres peó · e5 blanques peó · d4 blanques dama · e4 negres cavall · f3 blanques cavall · a2 blanques peó · b2 blanques peó · c2 blanques peó · f2 blanques peó · g2 blanques peó · h2 blanques peó · a1 blanques torre · b1 blanques cavall · c1 blanques alfil · e1 blanques rei · f1 blanques alfil · h1 blanques torre | a8 negres torre · b8 negres cavall · c8 negres alfil · d8 negres dama · e8 negres rei · f8 negres alfil · h8 negres torre · a7 negres peó · b7 negres peó · c7 negres peó · d7 black circle · f7 negres peó · g7 negres peó · h7 negres peó · d6 black cross · d5 negres peó · e5 blanques peó · d4 blanques dama · e4 negres cavall · f3 blanques cavall · a2 blanques peó · b2 blanques peó · c2 blanques peó · f2 blanques peó · g2 blanques peó · h2 blanques peó · a1 blanques torre · b1 blanques cavall · c1 blanques alfil · e1 blanques rei · f1 blanques alfil · h1 blanques torre | a8 negres torre · b8 negres cavall · c8 negres alfil · d8 negres dama · e8 negres rei · f8 negres alfil · h8 negres torre · a7 negres peó · b7 negres peó · c7 negres peó · d7 black circle · f7 negres peó · g7 negres peó · h7 negres peó · d6 black cross · d5 negres peó · e5 blanques peó · d4 blanques dama · e4 negres cavall · f3 blanques cavall · a2 blanques peó · b2 blanques peó · c2 blanques peó · f2 blanques peó · g2 blanques peó · h2 blanques peó · a1 blanques torre · b1 blanques cavall · c1 blanques alfil · e1 blanques rei · f1 blanques alfil · h1 blanques torre | a8 negres torre · b8 negres cavall · c8 negres alfil · d8 negres dama · e8 negres rei · f8 negres alfil · h8 negres torre · a7 negres peó · b7 negres peó · c7 negres peó · d7 black circle · f7 negres peó · g7 negres peó · h7 negres peó · d6 black cross · d5 negres peó · e5 blanques peó · d4 blanques dama · e4 negres cavall · f3 blanques cavall · a2 blanques peó · b2 blanques peó · c2 blanques peó · f2 blanques peó · g2 blanques peó · h2 blanques peó · a1 blanques torre · b1 blanques cavall · c1 blanques alfil · e1 blanques rei · f1 blanques alfil · h1 blanques torre | a8 negres torre · b8 negres cavall · c8 negres alfil · d8 negres dama · e8 negres rei · f8 negres alfil · h8 negres torre · a7 negres peó · b7 negres peó · c7 negres peó · d7 black circle · f7 negres peó · g7 negres peó · h7 negres peó · d6 black cross · d5 negres peó · e5 blanques peó · d4 blanques dama · e4 negres cavall · f3 blanques cavall · a2 blanques peó · b2 blanques peó · c2 blanques peó · f2 blanques peó · g2 blanques peó · h2 blanques peó · a1 blanques torre · b1 blanques cavall · c1 blanques alfil · e1 blanques rei · f1 blanques alfil · h1 blanques torre | a8 negres torre · b8 negres cavall · c8 negres alfil · d8 negres dama · e8 negres rei · f8 negres alfil · h8 negres torre · a7 negres peó · b7 negres peó · c7 negres peó · d7 black circle · f7 negres peó · g7 negres peó · h7 negres peó · d6 black cross · d5 negres peó · e5 blanques peó · d4 blanques dama · e4 negres cavall · f3 blanques cavall · a2 blanques peó · b2 blanques peó · c2 blanques peó · f2 blanques peó · g2 blanques peó · h2 blanques peó · a1 blanques torre · b1 blanques cavall · c1 blanques alfil · e1 blanques rei · f1 blanques alfil · h1 blanques torre | a8 negres torre · b8 negres cavall · c8 negres alfil · d8 negres dama · e8 negres rei · f8 negres alfil · h8 negres torre · a7 negres peó · b7 negres peó · c7 negres peó · d7 black circle · f7 negres peó · g7 negres peó · h7 negres peó · d6 black cross · d5 negres peó · e5 blanques peó · d4 blanques dama · e4 negres cavall · f3 blanques cavall · a2 blanques peó · b2 blanques peó · c2 blanques peó · f2 blanques peó · g2 blanques peó · h2 blanques peó · a1 blanques torre · b1 blanques cavall · c1 blanques alfil · e1 blanques rei · f1 blanques alfil · h1 blanques torre | a8 negres torre · b8 negres cavall · c8 negres alfil · d8 negres dama · e8 negres rei · f8 negres alfil · h8 negres torre · a7 negres peó · b7 negres peó · c7 negres peó · d7 black circle · f7 negres peó · g7 negres peó · h7 negres peó · d6 black cross · d5 negres peó · e5 blanques peó · d4 blanques dama · e4 negres cavall · f3 blanques cavall · a2 blanques peó · b2 blanques peó · c2 blanques peó · f2 blanques peó · g2 blanques peó · h2 blanques peó · a1 blanques torre · b1 blanques cavall · c1 blanques alfil · e1 blanques rei · f1 blanques alfil · h1 blanques torre | 1 |
|   | a | b | c | d | e | f | g | h |   |

Hi ha diversos exemples de captures al pas en obertures. En aquesta línia de la defensa Petrov, les blanques poden capturar el peó de d5 al pas, en el seu sisè moviment.
- 1. e4 e5
- 2. Cf3 Cf6
- 3. d4 exd4
- 4. e5 Ne4
- 5. Dxd4 d5 (diagrama)
- 6. exd6 (Hooper & Whyld 1992:124–25).

Un altre exemple ocorre a la defensa francesa després de 1.e4 e6 2.e5, una jugada que havia estat advocada per Wilhelm Steinitz (Minev 1998:2). Si les negres responen amb 2...d5, les blanques poden capturar el peó al pas, amb 3.exd6. De la mateixa manera, també podrien respondre a 2...f5 amb 3.exf6.

### Exemples inusuals
|   | a | b | c | d | e | f | g | h |   |
| 8 | a8 negres torre · c8 negres alfil · d8 negres dama · f8 negres torre · a7 negres peó · b7 negres peó · g7 negres peó · e6 negres peó · g6 negres rei · d5 negres peó · e5 blanques peó · f5 negres peó · g5 blanques cavall · b4 negres alfil · d4 negres cavall · g4 blanques dama · h4 blanques peó · c3 blanques cavall · a2 blanques peó · b2 blanques peó · f2 blanques peó · g2 blanques peó · a1 blanques torre · c1 blanques alfil · e1 blanques rei · h1 blanques torre | a8 negres torre · c8 negres alfil · d8 negres dama · f8 negres torre · a7 negres peó · b7 negres peó · g7 negres peó · e6 negres peó · g6 negres rei · d5 negres peó · e5 blanques peó · f5 negres peó · g5 blanques cavall · b4 negres alfil · d4 negres cavall · g4 blanques dama · h4 blanques peó · c3 blanques cavall · a2 blanques peó · b2 blanques peó · f2 blanques peó · g2 blanques peó · a1 blanques torre · c1 blanques alfil · e1 blanques rei · h1 blanques torre | a8 negres torre · c8 negres alfil · d8 negres dama · f8 negres torre · a7 negres peó · b7 negres peó · g7 negres peó · e6 negres peó · g6 negres rei · d5 negres peó · e5 blanques peó · f5 negres peó · g5 blanques cavall · b4 negres alfil · d4 negres cavall · g4 blanques dama · h4 blanques peó · c3 blanques cavall · a2 blanques peó · b2 blanques peó · f2 blanques peó · g2 blanques peó · a1 blanques torre · c1 blanques alfil · e1 blanques rei · h1 blanques torre | a8 negres torre · c8 negres alfil · d8 negres dama · f8 negres torre · a7 negres peó · b7 negres peó · g7 negres peó · e6 negres peó · g6 negres rei · d5 negres peó · e5 blanques peó · f5 negres peó · g5 blanques cavall · b4 negres alfil · d4 negres cavall · g4 blanques dama · h4 blanques peó · c3 blanques cavall · a2 blanques peó · b2 blanques peó · f2 blanques peó · g2 blanques peó · a1 blanques torre · c1 blanques alfil · e1 blanques rei · h1 blanques torre | a8 negres torre · c8 negres alfil · d8 negres dama · f8 negres torre · a7 negres peó · b7 negres peó · g7 negres peó · e6 negres peó · g6 negres rei · d5 negres peó · e5 blanques peó · f5 negres peó · g5 blanques cavall · b4 negres alfil · d4 negres cavall · g4 blanques dama · h4 blanques peó · c3 blanques cavall · a2 blanques peó · b2 blanques peó · f2 blanques peó · g2 blanques peó · a1 blanques torre · c1 blanques alfil · e1 blanques rei · h1 blanques torre | a8 negres torre · c8 negres alfil · d8 negres dama · f8 negres torre · a7 negres peó · b7 negres peó · g7 negres peó · e6 negres peó · g6 negres rei · d5 negres peó · e5 blanques peó · f5 negres peó · g5 blanques cavall · b4 negres alfil · d4 negres cavall · g4 blanques dama · h4 blanques peó · c3 blanques cavall · a2 blanques peó · b2 blanques peó · f2 blanques peó · g2 blanques peó · a1 blanques torre · c1 blanques alfil · e1 blanques rei · h1 blanques torre | a8 negres torre · c8 negres alfil · d8 negres dama · f8 negres torre · a7 negres peó · b7 negres peó · g7 negres peó · e6 negres peó · g6 negres rei · d5 negres peó · e5 blanques peó · f5 negres peó · g5 blanques cavall · b4 negres alfil · d4 negres cavall · g4 blanques dama · h4 blanques peó · c3 blanques cavall · a2 blanques peó · b2 blanques peó · f2 blanques peó · g2 blanques peó · a1 blanques torre · c1 blanques alfil · e1 blanques rei · h1 blanques torre | a8 negres torre · c8 negres alfil · d8 negres dama · f8 negres torre · a7 negres peó · b7 negres peó · g7 negres peó · e6 negres peó · g6 negres rei · d5 negres peó · e5 blanques peó · f5 negres peó · g5 blanques cavall · b4 negres alfil · d4 negres cavall · g4 blanques dama · h4 blanques peó · c3 blanques cavall · a2 blanques peó · b2 blanques peó · f2 blanques peó · g2 blanques peó · a1 blanques torre · c1 blanques alfil · e1 blanques rei · h1 blanques torre | 8 |
| 7 | a8 negres torre · c8 negres alfil · d8 negres dama · f8 negres torre · a7 negres peó · b7 negres peó · g7 negres peó · e6 negres peó · g6 negres rei · d5 negres peó · e5 blanques peó · f5 negres peó · g5 blanques cavall · b4 negres alfil · d4 negres cavall · g4 blanques dama · h4 blanques peó · c3 blanques cavall · a2 blanques peó · b2 blanques peó · f2 blanques peó · g2 blanques peó · a1 blanques torre · c1 blanques alfil · e1 blanques rei · h1 blanques torre | a8 negres torre · c8 negres alfil · d8 negres dama · f8 negres torre · a7 negres peó · b7 negres peó · g7 negres peó · e6 negres peó · g6 negres rei · d5 negres peó · e5 blanques peó · f5 negres peó · g5 blanques cavall · b4 negres alfil · d4 negres cavall · g4 blanques dama · h4 blanques peó · c3 blanques cavall · a2 blanques peó · b2 blanques peó · f2 blanques peó · g2 blanques peó · a1 blanques torre · c1 blanques alfil · e1 blanques rei · h1 blanques torre | a8 negres torre · c8 negres alfil · d8 negres dama · f8 negres torre · a7 negres peó · b7 negres peó · g7 negres peó · e6 negres peó · g6 negres rei · d5 negres peó · e5 blanques peó · f5 negres peó · g5 blanques cavall · b4 negres alfil · d4 negres cavall · g4 blanques dama · h4 blanques peó · c3 blanques cavall · a2 blanques peó · b2 blanques peó · f2 blanques peó · g2 blanques peó · a1 blanques torre · c1 blanques alfil · e1 blanques rei · h1 blanques torre | a8 negres torre · c8 negres alfil · d8 negres dama · f8 negres torre · a7 negres peó · b7 negres peó · g7 negres peó · e6 negres peó · g6 negres rei · d5 negres peó · e5 blanques peó · f5 negres peó · g5 blanques cavall · b4 negres alfil · d4 negres cavall · g4 blanques dama · h4 blanques peó · c3 blanques cavall · a2 blanques peó · b2 blanques peó · f2 blanques peó · g2 blanques peó · a1 blanques torre · c1 blanques alfil · e1 blanques rei · h1 blanques torre | a8 negres torre · c8 negres alfil · d8 negres dama · f8 negres torre · a7 negres peó · b7 negres peó · g7 negres peó · e6 negres peó · g6 negres rei · d5 negres peó · e5 blanques peó · f5 negres peó · g5 blanques cavall · b4 negres alfil · d4 negres cavall · g4 blanques dama · h4 blanques peó · c3 blanques cavall · a2 blanques peó · b2 blanques peó · f2 blanques peó · g2 blanques peó · a1 blanques torre · c1 blanques alfil · e1 blanques rei · h1 blanques torre | a8 negres torre · c8 negres alfil · d8 negres dama · f8 negres torre · a7 negres peó · b7 negres peó · g7 negres peó · e6 negres peó · g6 negres rei · d5 negres peó · e5 blanques peó · f5 negres peó · g5 blanques cavall · b4 negres alfil · d4 negres cavall · g4 blanques dama · h4 blanques peó · c3 blanques cavall · a2 blanques peó · b2 blanques peó · f2 blanques peó · g2 blanques peó · a1 blanques torre · c1 blanques alfil · e1 blanques rei · h1 blanques torre | a8 negres torre · c8 negres alfil · d8 negres dama · f8 negres torre · a7 negres peó · b7 negres peó · g7 negres peó · e6 negres peó · g6 negres rei · d5 negres peó · e5 blanques peó · f5 negres peó · g5 blanques cavall · b4 negres alfil · d4 negres cavall · g4 blanques dama · h4 blanques peó · c3 blanques cavall · a2 blanques peó · b2 blanques peó · f2 blanques peó · g2 blanques peó · a1 blanques torre · c1 blanques alfil · e1 blanques rei · h1 blanques torre | a8 negres torre · c8 negres alfil · d8 negres dama · f8 negres torre · a7 negres peó · b7 negres peó · g7 negres peó · e6 negres peó · g6 negres rei · d5 negres peó · e5 blanques peó · f5 negres peó · g5 blanques cavall · b4 negres alfil · d4 negres cavall · g4 blanques dama · h4 blanques peó · c3 blanques cavall · a2 blanques peó · b2 blanques peó · f2 blanques peó · g2 blanques peó · a1 blanques torre · c1 blanques alfil · e1 blanques rei · h1 blanques torre | 7 |
| 6 | a8 negres torre · c8 negres alfil · d8 negres dama · f8 negres torre · a7 negres peó · b7 negres peó · g7 negres peó · e6 negres peó · g6 negres rei · d5 negres peó · e5 blanques peó · f5 negres peó · g5 blanques cavall · b4 negres alfil · d4 negres cavall · g4 blanques dama · h4 blanques peó · c3 blanques cavall · a2 blanques peó · b2 blanques peó · f2 blanques peó · g2 blanques peó · a1 blanques torre · c1 blanques alfil · e1 blanques rei · h1 blanques torre | a8 negres torre · c8 negres alfil · d8 negres dama · f8 negres torre · a7 negres peó · b7 negres peó · g7 negres peó · e6 negres peó · g6 negres rei · d5 negres peó · e5 blanques peó · f5 negres peó · g5 blanques cavall · b4 negres alfil · d4 negres cavall · g4 blanques dama · h4 blanques peó · c3 blanques cavall · a2 blanques peó · b2 blanques peó · f2 blanques peó · g2 blanques peó · a1 blanques torre · c1 blanques alfil · e1 blanques rei · h1 blanques torre | a8 negres torre · c8 negres alfil · d8 negres dama · f8 negres torre · a7 negres peó · b7 negres peó · g7 negres peó · e6 negres peó · g6 negres rei · d5 negres peó · e5 blanques peó · f5 negres peó · g5 blanques cavall · b4 negres alfil · d4 negres cavall · g4 blanques dama · h4 blanques peó · c3 blanques cavall · a2 blanques peó · b2 blanques peó · f2 blanques peó · g2 blanques peó · a1 blanques torre · c1 blanques alfil · e1 blanques rei · h1 blanques torre | a8 negres torre · c8 negres alfil · d8 negres dama · f8 negres torre · a7 negres peó · b7 negres peó · g7 negres peó · e6 negres peó · g6 negres rei · d5 negres peó · e5 blanques peó · f5 negres peó · g5 blanques cavall · b4 negres alfil · d4 negres cavall · g4 blanques dama · h4 blanques peó · c3 blanques cavall · a2 blanques peó · b2 blanques peó · f2 blanques peó · g2 blanques peó · a1 blanques torre · c1 blanques alfil · e1 blanques rei · h1 blanques torre | a8 negres torre · c8 negres alfil · d8 negres dama · f8 negres torre · a7 negres peó · b7 negres peó · g7 negres peó · e6 negres peó · g6 negres rei · d5 negres peó · e5 blanques peó · f5 negres peó · g5 blanques cavall · b4 negres alfil · d4 negres cavall · g4 blanques dama · h4 blanques peó · c3 blanques cavall · a2 blanques peó · b2 blanques peó · f2 blanques peó · g2 blanques peó · a1 blanques torre · c1 blanques alfil · e1 blanques rei · h1 blanques torre | a8 negres torre · c8 negres alfil · d8 negres dama · f8 negres torre · a7 negres peó · b7 negres peó · g7 negres peó · e6 negres peó · g6 negres rei · d5 negres peó · e5 blanques peó · f5 negres peó · g5 blanques cavall · b4 negres alfil · d4 negres cavall · g4 blanques dama · h4 blanques peó · c3 blanques cavall · a2 blanques peó · b2 blanques peó · f2 blanques peó · g2 blanques peó · a1 blanques torre · c1 blanques alfil · e1 blanques rei · h1 blanques torre | a8 negres torre · c8 negres alfil · d8 negres dama · f8 negres torre · a7 negres peó · b7 negres peó · g7 negres peó · e6 negres peó · g6 negres rei · d5 negres peó · e5 blanques peó · f5 negres peó · g5 blanques cavall · b4 negres alfil · d4 negres cavall · g4 blanques dama · h4 blanques peó · c3 blanques cavall · a2 blanques peó · b2 blanques peó · f2 blanques peó · g2 blanques peó · a1 blanques torre · c1 blanques alfil · e1 blanques rei · h1 blanques torre | a8 negres torre · c8 negres alfil · d8 negres dama · f8 negres torre · a7 negres peó · b7 negres peó · g7 negres peó · e6 negres peó · g6 negres rei · d5 negres peó · e5 blanques peó · f5 negres peó · g5 blanques cavall · b4 negres alfil · d4 negres cavall · g4 blanques dama · h4 blanques peó · c3 blanques cavall · a2 blanques peó · b2 blanques peó · f2 blanques peó · g2 blanques peó · a1 blanques torre · c1 blanques alfil · e1 blanques rei · h1 blanques torre | 6 |
| 5 | a8 negres torre · c8 negres alfil · d8 negres dama · f8 negres torre · a7 negres peó · b7 negres peó · g7 negres peó · e6 negres peó · g6 negres rei · d5 negres peó · e5 blanques peó · f5 negres peó · g5 blanques cavall · b4 negres alfil · d4 negres cavall · g4 blanques dama · h4 blanques peó · c3 blanques cavall · a2 blanques peó · b2 blanques peó · f2 blanques peó · g2 blanques peó · a1 blanques torre · c1 blanques alfil · e1 blanques rei · h1 blanques torre | a8 negres torre · c8 negres alfil · d8 negres dama · f8 negres torre · a7 negres peó · b7 negres peó · g7 negres peó · e6 negres peó · g6 negres rei · d5 negres peó · e5 blanques peó · f5 negres peó · g5 blanques cavall · b4 negres alfil · d4 negres cavall · g4 blanques dama · h4 blanques peó · c3 blanques cavall · a2 blanques peó · b2 blanques peó · f2 blanques peó · g2 blanques peó · a1 blanques torre · c1 blanques alfil · e1 blanques rei · h1 blanques torre | a8 negres torre · c8 negres alfil · d8 negres dama · f8 negres torre · a7 negres peó · b7 negres peó · g7 negres peó · e6 negres peó · g6 negres rei · d5 negres peó · e5 blanques peó · f5 negres peó · g5 blanques cavall · b4 negres alfil · d4 negres cavall · g4 blanques dama · h4 blanques peó · c3 blanques cavall · a2 blanques peó · b2 blanques peó · f2 blanques peó · g2 blanques peó · a1 blanques torre · c1 blanques alfil · e1 blanques rei · h1 blanques torre | a8 negres torre · c8 negres alfil · d8 negres dama · f8 negres torre · a7 negres peó · b7 negres peó · g7 negres peó · e6 negres peó · g6 negres rei · d5 negres peó · e5 blanques peó · f5 negres peó · g5 blanques cavall · b4 negres alfil · d4 negres cavall · g4 blanques dama · h4 blanques peó · c3 blanques cavall · a2 blanques peó · b2 blanques peó · f2 blanques peó · g2 blanques peó · a1 blanques torre · c1 blanques alfil · e1 blanques rei · h1 blanques torre | a8 negres torre · c8 negres alfil · d8 negres dama · f8 negres torre · a7 negres peó · b7 negres peó · g7 negres peó · e6 negres peó · g6 negres rei · d5 negres peó · e5 blanques peó · f5 negres peó · g5 blanques cavall · b4 negres alfil · d4 negres cavall · g4 blanques dama · h4 blanques peó · c3 blanques cavall · a2 blanques peó · b2 blanques peó · f2 blanques peó · g2 blanques peó · a1 blanques torre · c1 blanques alfil · e1 blanques rei · h1 blanques torre | a8 negres torre · c8 negres alfil · d8 negres dama · f8 negres torre · a7 negres peó · b7 negres peó · g7 negres peó · e6 negres peó · g6 negres rei · d5 negres peó · e5 blanques peó · f5 negres peó · g5 blanques cavall · b4 negres alfil · d4 negres cavall · g4 blanques dama · h4 blanques peó · c3 blanques cavall · a2 blanques peó · b2 blanques peó · f2 blanques peó · g2 blanques peó · a1 blanques torre · c1 blanques alfil · e1 blanques rei · h1 blanques torre | a8 negres torre · c8 negres alfil · d8 negres dama · f8 negres torre · a7 negres peó · b7 negres peó · g7 negres peó · e6 negres peó · g6 negres rei · d5 negres peó · e5 blanques peó · f5 negres peó · g5 blanques cavall · b4 negres alfil · d4 negres cavall · g4 blanques dama · h4 blanques peó · c3 blanques cavall · a2 blanques peó · b2 blanques peó · f2 blanques peó · g2 blanques peó · a1 blanques torre · c1 blanques alfil · e1 blanques rei · h1 blanques torre | a8 negres torre · c8 negres alfil · d8 negres dama · f8 negres torre · a7 negres peó · b7 negres peó · g7 negres peó · e6 negres peó · g6 negres rei · d5 negres peó · e5 blanques peó · f5 negres peó · g5 blanques cavall · b4 negres alfil · d4 negres cavall · g4 blanques dama · h4 blanques peó · c3 blanques cavall · a2 blanques peó · b2 blanques peó · f2 blanques peó · g2 blanques peó · a1 blanques torre · c1 blanques alfil · e1 blanques rei · h1 blanques torre | 5 |
| 4 | a8 negres torre · c8 negres alfil · d8 negres dama · f8 negres torre · a7 negres peó · b7 negres peó · g7 negres peó · e6 negres peó · g6 negres rei · d5 negres peó · e5 blanques peó · f5 negres peó · g5 blanques cavall · b4 negres alfil · d4 negres cavall · g4 blanques dama · h4 blanques peó · c3 blanques cavall · a2 blanques peó · b2 blanques peó · f2 blanques peó · g2 blanques peó · a1 blanques torre · c1 blanques alfil · e1 blanques rei · h1 blanques torre | a8 negres torre · c8 negres alfil · d8 negres dama · f8 negres torre · a7 negres peó · b7 negres peó · g7 negres peó · e6 negres peó · g6 negres rei · d5 negres peó · e5 blanques peó · f5 negres peó · g5 blanques cavall · b4 negres alfil · d4 negres cavall · g4 blanques dama · h4 blanques peó · c3 blanques cavall · a2 blanques peó · b2 blanques peó · f2 blanques peó · g2 blanques peó · a1 blanques torre · c1 blanques alfil · e1 blanques rei · h1 blanques torre | a8 negres torre · c8 negres alfil · d8 negres dama · f8 negres torre · a7 negres peó · b7 negres peó · g7 negres peó · e6 negres peó · g6 negres rei · d5 negres peó · e5 blanques peó · f5 negres peó · g5 blanques cavall · b4 negres alfil · d4 negres cavall · g4 blanques dama · h4 blanques peó · c3 blanques cavall · a2 blanques peó · b2 blanques peó · f2 blanques peó · g2 blanques peó · a1 blanques torre · c1 blanques alfil · e1 blanques rei · h1 blanques torre | a8 negres torre · c8 negres alfil · d8 negres dama · f8 negres torre · a7 negres peó · b7 negres peó · g7 negres peó · e6 negres peó · g6 negres rei · d5 negres peó · e5 blanques peó · f5 negres peó · g5 blanques cavall · b4 negres alfil · d4 negres cavall · g4 blanques dama · h4 blanques peó · c3 blanques cavall · a2 blanques peó · b2 blanques peó · f2 blanques peó · g2 blanques peó · a1 blanques torre · c1 blanques alfil · e1 blanques rei · h1 blanques torre | a8 negres torre · c8 negres alfil · d8 negres dama · f8 negres torre · a7 negres peó · b7 negres peó · g7 negres peó · e6 negres peó · g6 negres rei · d5 negres peó · e5 blanques peó · f5 negres peó · g5 blanques cavall · b4 negres alfil · d4 negres cavall · g4 blanques dama · h4 blanques peó · c3 blanques cavall · a2 blanques peó · b2 blanques peó · f2 blanques peó · g2 blanques peó · a1 blanques torre · c1 blanques alfil · e1 blanques rei · h1 blanques torre | a8 negres torre · c8 negres alfil · d8 negres dama · f8 negres torre · a7 negres peó · b7 negres peó · g7 negres peó · e6 negres peó · g6 negres rei · d5 negres peó · e5 blanques peó · f5 negres peó · g5 blanques cavall · b4 negres alfil · d4 negres cavall · g4 blanques dama · h4 blanques peó · c3 blanques cavall · a2 blanques peó · b2 blanques peó · f2 blanques peó · g2 blanques peó · a1 blanques torre · c1 blanques alfil · e1 blanques rei · h1 blanques torre | a8 negres torre · c8 negres alfil · d8 negres dama · f8 negres torre · a7 negres peó · b7 negres peó · g7 negres peó · e6 negres peó · g6 negres rei · d5 negres peó · e5 blanques peó · f5 negres peó · g5 blanques cavall · b4 negres alfil · d4 negres cavall · g4 blanques dama · h4 blanques peó · c3 blanques cavall · a2 blanques peó · b2 blanques peó · f2 blanques peó · g2 blanques peó · a1 blanques torre · c1 blanques alfil · e1 blanques rei · h1 blanques torre | a8 negres torre · c8 negres alfil · d8 negres dama · f8 negres torre · a7 negres peó · b7 negres peó · g7 negres peó · e6 negres peó · g6 negres rei · d5 negres peó · e5 blanques peó · f5 negres peó · g5 blanques cavall · b4 negres alfil · d4 negres cavall · g4 blanques dama · h4 blanques peó · c3 blanques cavall · a2 blanques peó · b2 blanques peó · f2 blanques peó · g2 blanques peó · a1 blanques torre · c1 blanques alfil · e1 blanques rei · h1 blanques torre | 4 |
| 3 | a8 negres torre · c8 negres alfil · d8 negres dama · f8 negres torre · a7 negres peó · b7 negres peó · g7 negres peó · e6 negres peó · g6 negres rei · d5 negres peó · e5 blanques peó · f5 negres peó · g5 blanques cavall · b4 negres alfil · d4 negres cavall · g4 blanques dama · h4 blanques peó · c3 blanques cavall · a2 blanques peó · b2 blanques peó · f2 blanques peó · g2 blanques peó · a1 blanques torre · c1 blanques alfil · e1 blanques rei · h1 blanques torre | a8 negres torre · c8 negres alfil · d8 negres dama · f8 negres torre · a7 negres peó · b7 negres peó · g7 negres peó · e6 negres peó · g6 negres rei · d5 negres peó · e5 blanques peó · f5 negres peó · g5 blanques cavall · b4 negres alfil · d4 negres cavall · g4 blanques dama · h4 blanques peó · c3 blanques cavall · a2 blanques peó · b2 blanques peó · f2 blanques peó · g2 blanques peó · a1 blanques torre · c1 blanques alfil · e1 blanques rei · h1 blanques torre | a8 negres torre · c8 negres alfil · d8 negres dama · f8 negres torre · a7 negres peó · b7 negres peó · g7 negres peó · e6 negres peó · g6 negres rei · d5 negres peó · e5 blanques peó · f5 negres peó · g5 blanques cavall · b4 negres alfil · d4 negres cavall · g4 blanques dama · h4 blanques peó · c3 blanques cavall · a2 blanques peó · b2 blanques peó · f2 blanques peó · g2 blanques peó · a1 blanques torre · c1 blanques alfil · e1 blanques rei · h1 blanques torre | a8 negres torre · c8 negres alfil · d8 negres dama · f8 negres torre · a7 negres peó · b7 negres peó · g7 negres peó · e6 negres peó · g6 negres rei · d5 negres peó · e5 blanques peó · f5 negres peó · g5 blanques cavall · b4 negres alfil · d4 negres cavall · g4 blanques dama · h4 blanques peó · c3 blanques cavall · a2 blanques peó · b2 blanques peó · f2 blanques peó · g2 blanques peó · a1 blanques torre · c1 blanques alfil · e1 blanques rei · h1 blanques torre | a8 negres torre · c8 negres alfil · d8 negres dama · f8 negres torre · a7 negres peó · b7 negres peó · g7 negres peó · e6 negres peó · g6 negres rei · d5 negres peó · e5 blanques peó · f5 negres peó · g5 blanques cavall · b4 negres alfil · d4 negres cavall · g4 blanques dama · h4 blanques peó · c3 blanques cavall · a2 blanques peó · b2 blanques peó · f2 blanques peó · g2 blanques peó · a1 blanques torre · c1 blanques alfil · e1 blanques rei · h1 blanques torre | a8 negres torre · c8 negres alfil · d8 negres dama · f8 negres torre · a7 negres peó · b7 negres peó · g7 negres peó · e6 negres peó · g6 negres rei · d5 negres peó · e5 blanques peó · f5 negres peó · g5 blanques cavall · b4 negres alfil · d4 negres cavall · g4 blanques dama · h4 blanques peó · c3 blanques cavall · a2 blanques peó · b2 blanques peó · f2 blanques peó · g2 blanques peó · a1 blanques torre · c1 blanques alfil · e1 blanques rei · h1 blanques torre | a8 negres torre · c8 negres alfil · d8 negres dama · f8 negres torre · a7 negres peó · b7 negres peó · g7 negres peó · e6 negres peó · g6 negres rei · d5 negres peó · e5 blanques peó · f5 negres peó · g5 blanques cavall · b4 negres alfil · d4 negres cavall · g4 blanques dama · h4 blanques peó · c3 blanques cavall · a2 blanques peó · b2 blanques peó · f2 blanques peó · g2 blanques peó · a1 blanques torre · c1 blanques alfil · e1 blanques rei · h1 blanques torre | a8 negres torre · c8 negres alfil · d8 negres dama · f8 negres torre · a7 negres peó · b7 negres peó · g7 negres peó · e6 negres peó · g6 negres rei · d5 negres peó · e5 blanques peó · f5 negres peó · g5 blanques cavall · b4 negres alfil · d4 negres cavall · g4 blanques dama · h4 blanques peó · c3 blanques cavall · a2 blanques peó · b2 blanques peó · f2 blanques peó · g2 blanques peó · a1 blanques torre · c1 blanques alfil · e1 blanques rei · h1 blanques torre | 3 |
| 2 | a8 negres torre · c8 negres alfil · d8 negres dama · f8 negres torre · a7 negres peó · b7 negres peó · g7 negres peó · e6 negres peó · g6 negres rei · d5 negres peó · e5 blanques peó · f5 negres peó · g5 blanques cavall · b4 negres alfil · d4 negres cavall · g4 blanques dama · h4 blanques peó · c3 blanques cavall · a2 blanques peó · b2 blanques peó · f2 blanques peó · g2 blanques peó · a1 blanques torre · c1 blanques alfil · e1 blanques rei · h1 blanques torre | a8 negres torre · c8 negres alfil · d8 negres dama · f8 negres torre · a7 negres peó · b7 negres peó · g7 negres peó · e6 negres peó · g6 negres rei · d5 negres peó · e5 blanques peó · f5 negres peó · g5 blanques cavall · b4 negres alfil · d4 negres cavall · g4 blanques dama · h4 blanques peó · c3 blanques cavall · a2 blanques peó · b2 blanques peó · f2 blanques peó · g2 blanques peó · a1 blanques torre · c1 blanques alfil · e1 blanques rei · h1 blanques torre | a8 negres torre · c8 negres alfil · d8 negres dama · f8 negres torre · a7 negres peó · b7 negres peó · g7 negres peó · e6 negres peó · g6 negres rei · d5 negres peó · e5 blanques peó · f5 negres peó · g5 blanques cavall · b4 negres alfil · d4 negres cavall · g4 blanques dama · h4 blanques peó · c3 blanques cavall · a2 blanques peó · b2 blanques peó · f2 blanques peó · g2 blanques peó · a1 blanques torre · c1 blanques alfil · e1 blanques rei · h1 blanques torre | a8 negres torre · c8 negres alfil · d8 negres dama · f8 negres torre · a7 negres peó · b7 negres peó · g7 negres peó · e6 negres peó · g6 negres rei · d5 negres peó · e5 blanques peó · f5 negres peó · g5 blanques cavall · b4 negres alfil · d4 negres cavall · g4 blanques dama · h4 blanques peó · c3 blanques cavall · a2 blanques peó · b2 blanques peó · f2 blanques peó · g2 blanques peó · a1 blanques torre · c1 blanques alfil · e1 blanques rei · h1 blanques torre | a8 negres torre · c8 negres alfil · d8 negres dama · f8 negres torre · a7 negres peó · b7 negres peó · g7 negres peó · e6 negres peó · g6 negres rei · d5 negres peó · e5 blanques peó · f5 negres peó · g5 blanques cavall · b4 negres alfil · d4 negres cavall · g4 blanques dama · h4 blanques peó · c3 blanques cavall · a2 blanques peó · b2 blanques peó · f2 blanques peó · g2 blanques peó · a1 blanques torre · c1 blanques alfil · e1 blanques rei · h1 blanques torre | a8 negres torre · c8 negres alfil · d8 negres dama · f8 negres torre · a7 negres peó · b7 negres peó · g7 negres peó · e6 negres peó · g6 negres rei · d5 negres peó · e5 blanques peó · f5 negres peó · g5 blanques cavall · b4 negres alfil · d4 negres cavall · g4 blanques dama · h4 blanques peó · c3 blanques cavall · a2 blanques peó · b2 blanques peó · f2 blanques peó · g2 blanques peó · a1 blanques torre · c1 blanques alfil · e1 blanques rei · h1 blanques torre | a8 negres torre · c8 negres alfil · d8 negres dama · f8 negres torre · a7 negres peó · b7 negres peó · g7 negres peó · e6 negres peó · g6 negres rei · d5 negres peó · e5 blanques peó · f5 negres peó · g5 blanques cavall · b4 negres alfil · d4 negres cavall · g4 blanques dama · h4 blanques peó · c3 blanques cavall · a2 blanques peó · b2 blanques peó · f2 blanques peó · g2 blanques peó · a1 blanques torre · c1 blanques alfil · e1 blanques rei · h1 blanques torre | a8 negres torre · c8 negres alfil · d8 negres dama · f8 negres torre · a7 negres peó · b7 negres peó · g7 negres peó · e6 negres peó · g6 negres rei · d5 negres peó · e5 blanques peó · f5 negres peó · g5 blanques cavall · b4 negres alfil · d4 negres cavall · g4 blanques dama · h4 blanques peó · c3 blanques cavall · a2 blanques peó · b2 blanques peó · f2 blanques peó · g2 blanques peó · a1 blanques torre · c1 blanques alfil · e1 blanques rei · h1 blanques torre | 2 |
| 1 | a8 negres torre · c8 negres alfil · d8 negres dama · f8 negres torre · a7 negres peó · b7 negres peó · g7 negres peó · e6 negres peó · g6 negres rei · d5 negres peó · e5 blanques peó · f5 negres peó · g5 blanques cavall · b4 negres alfil · d4 negres cavall · g4 blanques dama · h4 blanques peó · c3 blanques cavall · a2 blanques peó · b2 blanques peó · f2 blanques peó · g2 blanques peó · a1 blanques torre · c1 blanques alfil · e1 blanques rei · h1 blanques torre | a8 negres torre · c8 negres alfil · d8 negres dama · f8 negres torre · a7 negres peó · b7 negres peó · g7 negres peó · e6 negres peó · g6 negres rei · d5 negres peó · e5 blanques peó · f5 negres peó · g5 blanques cavall · b4 negres alfil · d4 negres cavall · g4 blanques dama · h4 blanques peó · c3 blanques cavall · a2 blanques peó · b2 blanques peó · f2 blanques peó · g2 blanques peó · a1 blanques torre · c1 blanques alfil · e1 blanques rei · h1 blanques torre | a8 negres torre · c8 negres alfil · d8 negres dama · f8 negres torre · a7 negres peó · b7 negres peó · g7 negres peó · e6 negres peó · g6 negres rei · d5 negres peó · e5 blanques peó · f5 negres peó · g5 blanques cavall · b4 negres alfil · d4 negres cavall · g4 blanques dama · h4 blanques peó · c3 blanques cavall · a2 blanques peó · b2 blanques peó · f2 blanques peó · g2 blanques peó · a1 blanques torre · c1 blanques alfil · e1 blanques rei · h1 blanques torre | a8 negres torre · c8 negres alfil · d8 negres dama · f8 negres torre · a7 negres peó · b7 negres peó · g7 negres peó · e6 negres peó · g6 negres rei · d5 negres peó · e5 blanques peó · f5 negres peó · g5 blanques cavall · b4 negres alfil · d4 negres cavall · g4 blanques dama · h4 blanques peó · c3 blanques cavall · a2 blanques peó · b2 blanques peó · f2 blanques peó · g2 blanques peó · a1 blanques torre · c1 blanques alfil · e1 blanques rei · h1 blanques torre | a8 negres torre · c8 negres alfil · d8 negres dama · f8 negres torre · a7 negres peó · b7 negres peó · g7 negres peó · e6 negres peó · g6 negres rei · d5 negres peó · e5 blanques peó · f5 negres peó · g5 blanques cavall · b4 negres alfil · d4 negres cavall · g4 blanques dama · h4 blanques peó · c3 blanques cavall · a2 blanques peó · b2 blanques peó · f2 blanques peó · g2 blanques peó · a1 blanques torre · c1 blanques alfil · e1 blanques rei · h1 blanques torre | a8 negres torre · c8 negres alfil · d8 negres dama · f8 negres torre · a7 negres peó · b7 negres peó · g7 negres peó · e6 negres peó · g6 negres rei · d5 negres peó · e5 blanques peó · f5 negres peó · g5 blanques cavall · b4 negres alfil · d4 negres cavall · g4 blanques dama · h4 blanques peó · c3 blanques cavall · a2 blanques peó · b2 blanques peó · f2 blanques peó · g2 blanques peó · a1 blanques torre · c1 blanques alfil · e1 blanques rei · h1 blanques torre | a8 negres torre · c8 negres alfil · d8 negres dama · f8 negres torre · a7 negres peó · b7 negres peó · g7 negres peó · e6 negres peó · g6 negres rei · d5 negres peó · e5 blanques peó · f5 negres peó · g5 blanques cavall · b4 negres alfil · d4 negres cavall · g4 blanques dama · h4 blanques peó · c3 blanques cavall · a2 blanques peó · b2 blanques peó · f2 blanques peó · g2 blanques peó · a1 blanques torre · c1 blanques alfil · e1 blanques rei · h1 blanques torre | a8 negres torre · c8 negres alfil · d8 negres dama · f8 negres torre · a7 negres peó · b7 negres peó · g7 negres peó · e6 negres peó · g6 negres rei · d5 negres peó · e5 blanques peó · f5 negres peó · g5 blanques cavall · b4 negres alfil · d4 negres cavall · g4 blanques dama · h4 blanques peó · c3 blanques cavall · a2 blanques peó · b2 blanques peó · f2 blanques peó · g2 blanques peó · a1 blanques torre · c1 blanques alfil · e1 blanques rei · h1 blanques torre | 1 |
|   | a | b | c | d | e | f | g | h |   |

|   | a | b | c | d | e | f | g | h |   |
| 8 | a8 negres torre · c8 negres alfil · d8 negres dama · f8 negres torre · a7 negres peó · b7 negres peó · e6 blanques cavall · h6 negres rei · d5 negres peó · e5 blanques peó · f5 negres peó · g5 negres peó · h5 blanques peó · b4 negres alfil · d4 negres cavall · g4 blanques dama · c3 blanques cavall · a2 blanques peó · b2 blanques peó · f2 blanques peó · g2 blanques peó · a1 blanques torre · c1 blanques alfil · e1 blanques rei · h1 blanques torre | a8 negres torre · c8 negres alfil · d8 negres dama · f8 negres torre · a7 negres peó · b7 negres peó · e6 blanques cavall · h6 negres rei · d5 negres peó · e5 blanques peó · f5 negres peó · g5 negres peó · h5 blanques peó · b4 negres alfil · d4 negres cavall · g4 blanques dama · c3 blanques cavall · a2 blanques peó · b2 blanques peó · f2 blanques peó · g2 blanques peó · a1 blanques torre · c1 blanques alfil · e1 blanques rei · h1 blanques torre | a8 negres torre · c8 negres alfil · d8 negres dama · f8 negres torre · a7 negres peó · b7 negres peó · e6 blanques cavall · h6 negres rei · d5 negres peó · e5 blanques peó · f5 negres peó · g5 negres peó · h5 blanques peó · b4 negres alfil · d4 negres cavall · g4 blanques dama · c3 blanques cavall · a2 blanques peó · b2 blanques peó · f2 blanques peó · g2 blanques peó · a1 blanques torre · c1 blanques alfil · e1 blanques rei · h1 blanques torre | a8 negres torre · c8 negres alfil · d8 negres dama · f8 negres torre · a7 negres peó · b7 negres peó · e6 blanques cavall · h6 negres rei · d5 negres peó · e5 blanques peó · f5 negres peó · g5 negres peó · h5 blanques peó · b4 negres alfil · d4 negres cavall · g4 blanques dama · c3 blanques cavall · a2 blanques peó · b2 blanques peó · f2 blanques peó · g2 blanques peó · a1 blanques torre · c1 blanques alfil · e1 blanques rei · h1 blanques torre | a8 negres torre · c8 negres alfil · d8 negres dama · f8 negres torre · a7 negres peó · b7 negres peó · e6 blanques cavall · h6 negres rei · d5 negres peó · e5 blanques peó · f5 negres peó · g5 negres peó · h5 blanques peó · b4 negres alfil · d4 negres cavall · g4 blanques dama · c3 blanques cavall · a2 blanques peó · b2 blanques peó · f2 blanques peó · g2 blanques peó · a1 blanques torre · c1 blanques alfil · e1 blanques rei · h1 blanques torre | a8 negres torre · c8 negres alfil · d8 negres dama · f8 negres torre · a7 negres peó · b7 negres peó · e6 blanques cavall · h6 negres rei · d5 negres peó · e5 blanques peó · f5 negres peó · g5 negres peó · h5 blanques peó · b4 negres alfil · d4 negres cavall · g4 blanques dama · c3 blanques cavall · a2 blanques peó · b2 blanques peó · f2 blanques peó · g2 blanques peó · a1 blanques torre · c1 blanques alfil · e1 blanques rei · h1 blanques torre | a8 negres torre · c8 negres alfil · d8 negres dama · f8 negres torre · a7 negres peó · b7 negres peó · e6 blanques cavall · h6 negres rei · d5 negres peó · e5 blanques peó · f5 negres peó · g5 negres peó · h5 blanques peó · b4 negres alfil · d4 negres cavall · g4 blanques dama · c3 blanques cavall · a2 blanques peó · b2 blanques peó · f2 blanques peó · g2 blanques peó · a1 blanques torre · c1 blanques alfil · e1 blanques rei · h1 blanques torre | a8 negres torre · c8 negres alfil · d8 negres dama · f8 negres torre · a7 negres peó · b7 negres peó · e6 blanques cavall · h6 negres rei · d5 negres peó · e5 blanques peó · f5 negres peó · g5 negres peó · h5 blanques peó · b4 negres alfil · d4 negres cavall · g4 blanques dama · c3 blanques cavall · a2 blanques peó · b2 blanques peó · f2 blanques peó · g2 blanques peó · a1 blanques torre · c1 blanques alfil · e1 blanques rei · h1 blanques torre | 8 |
| 7 | a8 negres torre · c8 negres alfil · d8 negres dama · f8 negres torre · a7 negres peó · b7 negres peó · e6 blanques cavall · h6 negres rei · d5 negres peó · e5 blanques peó · f5 negres peó · g5 negres peó · h5 blanques peó · b4 negres alfil · d4 negres cavall · g4 blanques dama · c3 blanques cavall · a2 blanques peó · b2 blanques peó · f2 blanques peó · g2 blanques peó · a1 blanques torre · c1 blanques alfil · e1 blanques rei · h1 blanques torre | a8 negres torre · c8 negres alfil · d8 negres dama · f8 negres torre · a7 negres peó · b7 negres peó · e6 blanques cavall · h6 negres rei · d5 negres peó · e5 blanques peó · f5 negres peó · g5 negres peó · h5 blanques peó · b4 negres alfil · d4 negres cavall · g4 blanques dama · c3 blanques cavall · a2 blanques peó · b2 blanques peó · f2 blanques peó · g2 blanques peó · a1 blanques torre · c1 blanques alfil · e1 blanques rei · h1 blanques torre | a8 negres torre · c8 negres alfil · d8 negres dama · f8 negres torre · a7 negres peó · b7 negres peó · e6 blanques cavall · h6 negres rei · d5 negres peó · e5 blanques peó · f5 negres peó · g5 negres peó · h5 blanques peó · b4 negres alfil · d4 negres cavall · g4 blanques dama · c3 blanques cavall · a2 blanques peó · b2 blanques peó · f2 blanques peó · g2 blanques peó · a1 blanques torre · c1 blanques alfil · e1 blanques rei · h1 blanques torre | a8 negres torre · c8 negres alfil · d8 negres dama · f8 negres torre · a7 negres peó · b7 negres peó · e6 blanques cavall · h6 negres rei · d5 negres peó · e5 blanques peó · f5 negres peó · g5 negres peó · h5 blanques peó · b4 negres alfil · d4 negres cavall · g4 blanques dama · c3 blanques cavall · a2 blanques peó · b2 blanques peó · f2 blanques peó · g2 blanques peó · a1 blanques torre · c1 blanques alfil · e1 blanques rei · h1 blanques torre | a8 negres torre · c8 negres alfil · d8 negres dama · f8 negres torre · a7 negres peó · b7 negres peó · e6 blanques cavall · h6 negres rei · d5 negres peó · e5 blanques peó · f5 negres peó · g5 negres peó · h5 blanques peó · b4 negres alfil · d4 negres cavall · g4 blanques dama · c3 blanques cavall · a2 blanques peó · b2 blanques peó · f2 blanques peó · g2 blanques peó · a1 blanques torre · c1 blanques alfil · e1 blanques rei · h1 blanques torre | a8 negres torre · c8 negres alfil · d8 negres dama · f8 negres torre · a7 negres peó · b7 negres peó · e6 blanques cavall · h6 negres rei · d5 negres peó · e5 blanques peó · f5 negres peó · g5 negres peó · h5 blanques peó · b4 negres alfil · d4 negres cavall · g4 blanques dama · c3 blanques cavall · a2 blanques peó · b2 blanques peó · f2 blanques peó · g2 blanques peó · a1 blanques torre · c1 blanques alfil · e1 blanques rei · h1 blanques torre | a8 negres torre · c8 negres alfil · d8 negres dama · f8 negres torre · a7 negres peó · b7 negres peó · e6 blanques cavall · h6 negres rei · d5 negres peó · e5 blanques peó · f5 negres peó · g5 negres peó · h5 blanques peó · b4 negres alfil · d4 negres cavall · g4 blanques dama · c3 blanques cavall · a2 blanques peó · b2 blanques peó · f2 blanques peó · g2 blanques peó · a1 blanques torre · c1 blanques alfil · e1 blanques rei · h1 blanques torre | a8 negres torre · c8 negres alfil · d8 negres dama · f8 negres torre · a7 negres peó · b7 negres peó · e6 blanques cavall · h6 negres rei · d5 negres peó · e5 blanques peó · f5 negres peó · g5 negres peó · h5 blanques peó · b4 negres alfil · d4 negres cavall · g4 blanques dama · c3 blanques cavall · a2 blanques peó · b2 blanques peó · f2 blanques peó · g2 blanques peó · a1 blanques torre · c1 blanques alfil · e1 blanques rei · h1 blanques torre | 7 |
| 6 | a8 negres torre · c8 negres alfil · d8 negres dama · f8 negres torre · a7 negres peó · b7 negres peó · e6 blanques cavall · h6 negres rei · d5 negres peó · e5 blanques peó · f5 negres peó · g5 negres peó · h5 blanques peó · b4 negres alfil · d4 negres cavall · g4 blanques dama · c3 blanques cavall · a2 blanques peó · b2 blanques peó · f2 blanques peó · g2 blanques peó · a1 blanques torre · c1 blanques alfil · e1 blanques rei · h1 blanques torre | a8 negres torre · c8 negres alfil · d8 negres dama · f8 negres torre · a7 negres peó · b7 negres peó · e6 blanques cavall · h6 negres rei · d5 negres peó · e5 blanques peó · f5 negres peó · g5 negres peó · h5 blanques peó · b4 negres alfil · d4 negres cavall · g4 blanques dama · c3 blanques cavall · a2 blanques peó · b2 blanques peó · f2 blanques peó · g2 blanques peó · a1 blanques torre · c1 blanques alfil · e1 blanques rei · h1 blanques torre | a8 negres torre · c8 negres alfil · d8 negres dama · f8 negres torre · a7 negres peó · b7 negres peó · e6 blanques cavall · h6 negres rei · d5 negres peó · e5 blanques peó · f5 negres peó · g5 negres peó · h5 blanques peó · b4 negres alfil · d4 negres cavall · g4 blanques dama · c3 blanques cavall · a2 blanques peó · b2 blanques peó · f2 blanques peó · g2 blanques peó · a1 blanques torre · c1 blanques alfil · e1 blanques rei · h1 blanques torre | a8 negres torre · c8 negres alfil · d8 negres dama · f8 negres torre · a7 negres peó · b7 negres peó · e6 blanques cavall · h6 negres rei · d5 negres peó · e5 blanques peó · f5 negres peó · g5 negres peó · h5 blanques peó · b4 negres alfil · d4 negres cavall · g4 blanques dama · c3 blanques cavall · a2 blanques peó · b2 blanques peó · f2 blanques peó · g2 blanques peó · a1 blanques torre · c1 blanques alfil · e1 blanques rei · h1 blanques torre | a8 negres torre · c8 negres alfil · d8 negres dama · f8 negres torre · a7 negres peó · b7 negres peó · e6 blanques cavall · h6 negres rei · d5 negres peó · e5 blanques peó · f5 negres peó · g5 negres peó · h5 blanques peó · b4 negres alfil · d4 negres cavall · g4 blanques dama · c3 blanques cavall · a2 blanques peó · b2 blanques peó · f2 blanques peó · g2 blanques peó · a1 blanques torre · c1 blanques alfil · e1 blanques rei · h1 blanques torre | a8 negres torre · c8 negres alfil · d8 negres dama · f8 negres torre · a7 negres peó · b7 negres peó · e6 blanques cavall · h6 negres rei · d5 negres peó · e5 blanques peó · f5 negres peó · g5 negres peó · h5 blanques peó · b4 negres alfil · d4 negres cavall · g4 blanques dama · c3 blanques cavall · a2 blanques peó · b2 blanques peó · f2 blanques peó · g2 blanques peó · a1 blanques torre · c1 blanques alfil · e1 blanques rei · h1 blanques torre | a8 negres torre · c8 negres alfil · d8 negres dama · f8 negres torre · a7 negres peó · b7 negres peó · e6 blanques cavall · h6 negres rei · d5 negres peó · e5 blanques peó · f5 negres peó · g5 negres peó · h5 blanques peó · b4 negres alfil · d4 negres cavall · g4 blanques dama · c3 blanques cavall · a2 blanques peó · b2 blanques peó · f2 blanques peó · g2 blanques peó · a1 blanques torre · c1 blanques alfil · e1 blanques rei · h1 blanques torre | a8 negres torre · c8 negres alfil · d8 negres dama · f8 negres torre · a7 negres peó · b7 negres peó · e6 blanques cavall · h6 negres rei · d5 negres peó · e5 blanques peó · f5 negres peó · g5 negres peó · h5 blanques peó · b4 negres alfil · d4 negres cavall · g4 blanques dama · c3 blanques cavall · a2 blanques peó · b2 blanques peó · f2 blanques peó · g2 blanques peó · a1 blanques torre · c1 blanques alfil · e1 blanques rei · h1 blanques torre | 6 |
| 5 | a8 negres torre · c8 negres alfil · d8 negres dama · f8 negres torre · a7 negres peó · b7 negres peó · e6 blanques cavall · h6 negres rei · d5 negres peó · e5 blanques peó · f5 negres peó · g5 negres peó · h5 blanques peó · b4 negres alfil · d4 negres cavall · g4 blanques dama · c3 blanques cavall · a2 blanques peó · b2 blanques peó · f2 blanques peó · g2 blanques peó · a1 blanques torre · c1 blanques alfil · e1 blanques rei · h1 blanques torre | a8 negres torre · c8 negres alfil · d8 negres dama · f8 negres torre · a7 negres peó · b7 negres peó · e6 blanques cavall · h6 negres rei · d5 negres peó · e5 blanques peó · f5 negres peó · g5 negres peó · h5 blanques peó · b4 negres alfil · d4 negres cavall · g4 blanques dama · c3 blanques cavall · a2 blanques peó · b2 blanques peó · f2 blanques peó · g2 blanques peó · a1 blanques torre · c1 blanques alfil · e1 blanques rei · h1 blanques torre | a8 negres torre · c8 negres alfil · d8 negres dama · f8 negres torre · a7 negres peó · b7 negres peó · e6 blanques cavall · h6 negres rei · d5 negres peó · e5 blanques peó · f5 negres peó · g5 negres peó · h5 blanques peó · b4 negres alfil · d4 negres cavall · g4 blanques dama · c3 blanques cavall · a2 blanques peó · b2 blanques peó · f2 blanques peó · g2 blanques peó · a1 blanques torre · c1 blanques alfil · e1 blanques rei · h1 blanques torre | a8 negres torre · c8 negres alfil · d8 negres dama · f8 negres torre · a7 negres peó · b7 negres peó · e6 blanques cavall · h6 negres rei · d5 negres peó · e5 blanques peó · f5 negres peó · g5 negres peó · h5 blanques peó · b4 negres alfil · d4 negres cavall · g4 blanques dama · c3 blanques cavall · a2 blanques peó · b2 blanques peó · f2 blanques peó · g2 blanques peó · a1 blanques torre · c1 blanques alfil · e1 blanques rei · h1 blanques torre | a8 negres torre · c8 negres alfil · d8 negres dama · f8 negres torre · a7 negres peó · b7 negres peó · e6 blanques cavall · h6 negres rei · d5 negres peó · e5 blanques peó · f5 negres peó · g5 negres peó · h5 blanques peó · b4 negres alfil · d4 negres cavall · g4 blanques dama · c3 blanques cavall · a2 blanques peó · b2 blanques peó · f2 blanques peó · g2 blanques peó · a1 blanques torre · c1 blanques alfil · e1 blanques rei · h1 blanques torre | a8 negres torre · c8 negres alfil · d8 negres dama · f8 negres torre · a7 negres peó · b7 negres peó · e6 blanques cavall · h6 negres rei · d5 negres peó · e5 blanques peó · f5 negres peó · g5 negres peó · h5 blanques peó · b4 negres alfil · d4 negres cavall · g4 blanques dama · c3 blanques cavall · a2 blanques peó · b2 blanques peó · f2 blanques peó · g2 blanques peó · a1 blanques torre · c1 blanques alfil · e1 blanques rei · h1 blanques torre | a8 negres torre · c8 negres alfil · d8 negres dama · f8 negres torre · a7 negres peó · b7 negres peó · e6 blanques cavall · h6 negres rei · d5 negres peó · e5 blanques peó · f5 negres peó · g5 negres peó · h5 blanques peó · b4 negres alfil · d4 negres cavall · g4 blanques dama · c3 blanques cavall · a2 blanques peó · b2 blanques peó · f2 blanques peó · g2 blanques peó · a1 blanques torre · c1 blanques alfil · e1 blanques rei · h1 blanques torre | a8 negres torre · c8 negres alfil · d8 negres dama · f8 negres torre · a7 negres peó · b7 negres peó · e6 blanques cavall · h6 negres rei · d5 negres peó · e5 blanques peó · f5 negres peó · g5 negres peó · h5 blanques peó · b4 negres alfil · d4 negres cavall · g4 blanques dama · c3 blanques cavall · a2 blanques peó · b2 blanques peó · f2 blanques peó · g2 blanques peó · a1 blanques torre · c1 blanques alfil · e1 blanques rei · h1 blanques torre | 5 |
| 4 | a8 negres torre · c8 negres alfil · d8 negres dama · f8 negres torre · a7 negres peó · b7 negres peó · e6 blanques cavall · h6 negres rei · d5 negres peó · e5 blanques peó · f5 negres peó · g5 negres peó · h5 blanques peó · b4 negres alfil · d4 negres cavall · g4 blanques dama · c3 blanques cavall · a2 blanques peó · b2 blanques peó · f2 blanques peó · g2 blanques peó · a1 blanques torre · c1 blanques alfil · e1 blanques rei · h1 blanques torre | a8 negres torre · c8 negres alfil · d8 negres dama · f8 negres torre · a7 negres peó · b7 negres peó · e6 blanques cavall · h6 negres rei · d5 negres peó · e5 blanques peó · f5 negres peó · g5 negres peó · h5 blanques peó · b4 negres alfil · d4 negres cavall · g4 blanques dama · c3 blanques cavall · a2 blanques peó · b2 blanques peó · f2 blanques peó · g2 blanques peó · a1 blanques torre · c1 blanques alfil · e1 blanques rei · h1 blanques torre | a8 negres torre · c8 negres alfil · d8 negres dama · f8 negres torre · a7 negres peó · b7 negres peó · e6 blanques cavall · h6 negres rei · d5 negres peó · e5 blanques peó · f5 negres peó · g5 negres peó · h5 blanques peó · b4 negres alfil · d4 negres cavall · g4 blanques dama · c3 blanques cavall · a2 blanques peó · b2 blanques peó · f2 blanques peó · g2 blanques peó · a1 blanques torre · c1 blanques alfil · e1 blanques rei · h1 blanques torre | a8 negres torre · c8 negres alfil · d8 negres dama · f8 negres torre · a7 negres peó · b7 negres peó · e6 blanques cavall · h6 negres rei · d5 negres peó · e5 blanques peó · f5 negres peó · g5 negres peó · h5 blanques peó · b4 negres alfil · d4 negres cavall · g4 blanques dama · c3 blanques cavall · a2 blanques peó · b2 blanques peó · f2 blanques peó · g2 blanques peó · a1 blanques torre · c1 blanques alfil · e1 blanques rei · h1 blanques torre | a8 negres torre · c8 negres alfil · d8 negres dama · f8 negres torre · a7 negres peó · b7 negres peó · e6 blanques cavall · h6 negres rei · d5 negres peó · e5 blanques peó · f5 negres peó · g5 negres peó · h5 blanques peó · b4 negres alfil · d4 negres cavall · g4 blanques dama · c3 blanques cavall · a2 blanques peó · b2 blanques peó · f2 blanques peó · g2 blanques peó · a1 blanques torre · c1 blanques alfil · e1 blanques rei · h1 blanques torre | a8 negres torre · c8 negres alfil · d8 negres dama · f8 negres torre · a7 negres peó · b7 negres peó · e6 blanques cavall · h6 negres rei · d5 negres peó · e5 blanques peó · f5 negres peó · g5 negres peó · h5 blanques peó · b4 negres alfil · d4 negres cavall · g4 blanques dama · c3 blanques cavall · a2 blanques peó · b2 blanques peó · f2 blanques peó · g2 blanques peó · a1 blanques torre · c1 blanques alfil · e1 blanques rei · h1 blanques torre | a8 negres torre · c8 negres alfil · d8 negres dama · f8 negres torre · a7 negres peó · b7 negres peó · e6 blanques cavall · h6 negres rei · d5 negres peó · e5 blanques peó · f5 negres peó · g5 negres peó · h5 blanques peó · b4 negres alfil · d4 negres cavall · g4 blanques dama · c3 blanques cavall · a2 blanques peó · b2 blanques peó · f2 blanques peó · g2 blanques peó · a1 blanques torre · c1 blanques alfil · e1 blanques rei · h1 blanques torre | a8 negres torre · c8 negres alfil · d8 negres dama · f8 negres torre · a7 negres peó · b7 negres peó · e6 blanques cavall · h6 negres rei · d5 negres peó · e5 blanques peó · f5 negres peó · g5 negres peó · h5 blanques peó · b4 negres alfil · d4 negres cavall · g4 blanques dama · c3 blanques cavall · a2 blanques peó · b2 blanques peó · f2 blanques peó · g2 blanques peó · a1 blanques torre · c1 blanques alfil · e1 blanques rei · h1 blanques torre | 4 |
| 3 | a8 negres torre · c8 negres alfil · d8 negres dama · f8 negres torre · a7 negres peó · b7 negres peó · e6 blanques cavall · h6 negres rei · d5 negres peó · e5 blanques peó · f5 negres peó · g5 negres peó · h5 blanques peó · b4 negres alfil · d4 negres cavall · g4 blanques dama · c3 blanques cavall · a2 blanques peó · b2 blanques peó · f2 blanques peó · g2 blanques peó · a1 blanques torre · c1 blanques alfil · e1 blanques rei · h1 blanques torre | a8 negres torre · c8 negres alfil · d8 negres dama · f8 negres torre · a7 negres peó · b7 negres peó · e6 blanques cavall · h6 negres rei · d5 negres peó · e5 blanques peó · f5 negres peó · g5 negres peó · h5 blanques peó · b4 negres alfil · d4 negres cavall · g4 blanques dama · c3 blanques cavall · a2 blanques peó · b2 blanques peó · f2 blanques peó · g2 blanques peó · a1 blanques torre · c1 blanques alfil · e1 blanques rei · h1 blanques torre | a8 negres torre · c8 negres alfil · d8 negres dama · f8 negres torre · a7 negres peó · b7 negres peó · e6 blanques cavall · h6 negres rei · d5 negres peó · e5 blanques peó · f5 negres peó · g5 negres peó · h5 blanques peó · b4 negres alfil · d4 negres cavall · g4 blanques dama · c3 blanques cavall · a2 blanques peó · b2 blanques peó · f2 blanques peó · g2 blanques peó · a1 blanques torre · c1 blanques alfil · e1 blanques rei · h1 blanques torre | a8 negres torre · c8 negres alfil · d8 negres dama · f8 negres torre · a7 negres peó · b7 negres peó · e6 blanques cavall · h6 negres rei · d5 negres peó · e5 blanques peó · f5 negres peó · g5 negres peó · h5 blanques peó · b4 negres alfil · d4 negres cavall · g4 blanques dama · c3 blanques cavall · a2 blanques peó · b2 blanques peó · f2 blanques peó · g2 blanques peó · a1 blanques torre · c1 blanques alfil · e1 blanques rei · h1 blanques torre | a8 negres torre · c8 negres alfil · d8 negres dama · f8 negres torre · a7 negres peó · b7 negres peó · e6 blanques cavall · h6 negres rei · d5 negres peó · e5 blanques peó · f5 negres peó · g5 negres peó · h5 blanques peó · b4 negres alfil · d4 negres cavall · g4 blanques dama · c3 blanques cavall · a2 blanques peó · b2 blanques peó · f2 blanques peó · g2 blanques peó · a1 blanques torre · c1 blanques alfil · e1 blanques rei · h1 blanques torre | a8 negres torre · c8 negres alfil · d8 negres dama · f8 negres torre · a7 negres peó · b7 negres peó · e6 blanques cavall · h6 negres rei · d5 negres peó · e5 blanques peó · f5 negres peó · g5 negres peó · h5 blanques peó · b4 negres alfil · d4 negres cavall · g4 blanques dama · c3 blanques cavall · a2 blanques peó · b2 blanques peó · f2 blanques peó · g2 blanques peó · a1 blanques torre · c1 blanques alfil · e1 blanques rei · h1 blanques torre | a8 negres torre · c8 negres alfil · d8 negres dama · f8 negres torre · a7 negres peó · b7 negres peó · e6 blanques cavall · h6 negres rei · d5 negres peó · e5 blanques peó · f5 negres peó · g5 negres peó · h5 blanques peó · b4 negres alfil · d4 negres cavall · g4 blanques dama · c3 blanques cavall · a2 blanques peó · b2 blanques peó · f2 blanques peó · g2 blanques peó · a1 blanques torre · c1 blanques alfil · e1 blanques rei · h1 blanques torre | a8 negres torre · c8 negres alfil · d8 negres dama · f8 negres torre · a7 negres peó · b7 negres peó · e6 blanques cavall · h6 negres rei · d5 negres peó · e5 blanques peó · f5 negres peó · g5 negres peó · h5 blanques peó · b4 negres alfil · d4 negres cavall · g4 blanques dama · c3 blanques cavall · a2 blanques peó · b2 blanques peó · f2 blanques peó · g2 blanques peó · a1 blanques torre · c1 blanques alfil · e1 blanques rei · h1 blanques torre | 3 |
| 2 | a8 negres torre · c8 negres alfil · d8 negres dama · f8 negres torre · a7 negres peó · b7 negres peó · e6 blanques cavall · h6 negres rei · d5 negres peó · e5 blanques peó · f5 negres peó · g5 negres peó · h5 blanques peó · b4 negres alfil · d4 negres cavall · g4 blanques dama · c3 blanques cavall · a2 blanques peó · b2 blanques peó · f2 blanques peó · g2 blanques peó · a1 blanques torre · c1 blanques alfil · e1 blanques rei · h1 blanques torre | a8 negres torre · c8 negres alfil · d8 negres dama · f8 negres torre · a7 negres peó · b7 negres peó · e6 blanques cavall · h6 negres rei · d5 negres peó · e5 blanques peó · f5 negres peó · g5 negres peó · h5 blanques peó · b4 negres alfil · d4 negres cavall · g4 blanques dama · c3 blanques cavall · a2 blanques peó · b2 blanques peó · f2 blanques peó · g2 blanques peó · a1 blanques torre · c1 blanques alfil · e1 blanques rei · h1 blanques torre | a8 negres torre · c8 negres alfil · d8 negres dama · f8 negres torre · a7 negres peó · b7 negres peó · e6 blanques cavall · h6 negres rei · d5 negres peó · e5 blanques peó · f5 negres peó · g5 negres peó · h5 blanques peó · b4 negres alfil · d4 negres cavall · g4 blanques dama · c3 blanques cavall · a2 blanques peó · b2 blanques peó · f2 blanques peó · g2 blanques peó · a1 blanques torre · c1 blanques alfil · e1 blanques rei · h1 blanques torre | a8 negres torre · c8 negres alfil · d8 negres dama · f8 negres torre · a7 negres peó · b7 negres peó · e6 blanques cavall · h6 negres rei · d5 negres peó · e5 blanques peó · f5 negres peó · g5 negres peó · h5 blanques peó · b4 negres alfil · d4 negres cavall · g4 blanques dama · c3 blanques cavall · a2 blanques peó · b2 blanques peó · f2 blanques peó · g2 blanques peó · a1 blanques torre · c1 blanques alfil · e1 blanques rei · h1 blanques torre | a8 negres torre · c8 negres alfil · d8 negres dama · f8 negres torre · a7 negres peó · b7 negres peó · e6 blanques cavall · h6 negres rei · d5 negres peó · e5 blanques peó · f5 negres peó · g5 negres peó · h5 blanques peó · b4 negres alfil · d4 negres cavall · g4 blanques dama · c3 blanques cavall · a2 blanques peó · b2 blanques peó · f2 blanques peó · g2 blanques peó · a1 blanques torre · c1 blanques alfil · e1 blanques rei · h1 blanques torre | a8 negres torre · c8 negres alfil · d8 negres dama · f8 negres torre · a7 negres peó · b7 negres peó · e6 blanques cavall · h6 negres rei · d5 negres peó · e5 blanques peó · f5 negres peó · g5 negres peó · h5 blanques peó · b4 negres alfil · d4 negres cavall · g4 blanques dama · c3 blanques cavall · a2 blanques peó · b2 blanques peó · f2 blanques peó · g2 blanques peó · a1 blanques torre · c1 blanques alfil · e1 blanques rei · h1 blanques torre | a8 negres torre · c8 negres alfil · d8 negres dama · f8 negres torre · a7 negres peó · b7 negres peó · e6 blanques cavall · h6 negres rei · d5 negres peó · e5 blanques peó · f5 negres peó · g5 negres peó · h5 blanques peó · b4 negres alfil · d4 negres cavall · g4 blanques dama · c3 blanques cavall · a2 blanques peó · b2 blanques peó · f2 blanques peó · g2 blanques peó · a1 blanques torre · c1 blanques alfil · e1 blanques rei · h1 blanques torre | a8 negres torre · c8 negres alfil · d8 negres dama · f8 negres torre · a7 negres peó · b7 negres peó · e6 blanques cavall · h6 negres rei · d5 negres peó · e5 blanques peó · f5 negres peó · g5 negres peó · h5 blanques peó · b4 negres alfil · d4 negres cavall · g4 blanques dama · c3 blanques cavall · a2 blanques peó · b2 blanques peó · f2 blanques peó · g2 blanques peó · a1 blanques torre · c1 blanques alfil · e1 blanques rei · h1 blanques torre | 2 |
| 1 | a8 negres torre · c8 negres alfil · d8 negres dama · f8 negres torre · a7 negres peó · b7 negres peó · e6 blanques cavall · h6 negres rei · d5 negres peó · e5 blanques peó · f5 negres peó · g5 negres peó · h5 blanques peó · b4 negres alfil · d4 negres cavall · g4 blanques dama · c3 blanques cavall · a2 blanques peó · b2 blanques peó · f2 blanques peó · g2 blanques peó · a1 blanques torre · c1 blanques alfil · e1 blanques rei · h1 blanques torre | a8 negres torre · c8 negres alfil · d8 negres dama · f8 negres torre · a7 negres peó · b7 negres peó · e6 blanques cavall · h6 negres rei · d5 negres peó · e5 blanques peó · f5 negres peó · g5 negres peó · h5 blanques peó · b4 negres alfil · d4 negres cavall · g4 blanques dama · c3 blanques cavall · a2 blanques peó · b2 blanques peó · f2 blanques peó · g2 blanques peó · a1 blanques torre · c1 blanques alfil · e1 blanques rei · h1 blanques torre | a8 negres torre · c8 negres alfil · d8 negres dama · f8 negres torre · a7 negres peó · b7 negres peó · e6 blanques cavall · h6 negres rei · d5 negres peó · e5 blanques peó · f5 negres peó · g5 negres peó · h5 blanques peó · b4 negres alfil · d4 negres cavall · g4 blanques dama · c3 blanques cavall · a2 blanques peó · b2 blanques peó · f2 blanques peó · g2 blanques peó · a1 blanques torre · c1 blanques alfil · e1 blanques rei · h1 blanques torre | a8 negres torre · c8 negres alfil · d8 negres dama · f8 negres torre · a7 negres peó · b7 negres peó · e6 blanques cavall · h6 negres rei · d5 negres peó · e5 blanques peó · f5 negres peó · g5 negres peó · h5 blanques peó · b4 negres alfil · d4 negres cavall · g4 blanques dama · c3 blanques cavall · a2 blanques peó · b2 blanques peó · f2 blanques peó · g2 blanques peó · a1 blanques torre · c1 blanques alfil · e1 blanques rei · h1 blanques torre | a8 negres torre · c8 negres alfil · d8 negres dama · f8 negres torre · a7 negres peó · b7 negres peó · e6 blanques cavall · h6 negres rei · d5 negres peó · e5 blanques peó · f5 negres peó · g5 negres peó · h5 blanques peó · b4 negres alfil · d4 negres cavall · g4 blanques dama · c3 blanques cavall · a2 blanques peó · b2 blanques peó · f2 blanques peó · g2 blanques peó · a1 blanques torre · c1 blanques alfil · e1 blanques rei · h1 blanques torre | a8 negres torre · c8 negres alfil · d8 negres dama · f8 negres torre · a7 negres peó · b7 negres peó · e6 blanques cavall · h6 negres rei · d5 negres peó · e5 blanques peó · f5 negres peó · g5 negres peó · h5 blanques peó · b4 negres alfil · d4 negres cavall · g4 blanques dama · c3 blanques cavall · a2 blanques peó · b2 blanques peó · f2 blanques peó · g2 blanques peó · a1 blanques torre · c1 blanques alfil · e1 blanques rei · h1 blanques torre | a8 negres torre · c8 negres alfil · d8 negres dama · f8 negres torre · a7 negres peó · b7 negres peó · e6 blanques cavall · h6 negres rei · d5 negres peó · e5 blanques peó · f5 negres peó · g5 negres peó · h5 blanques peó · b4 negres alfil · d4 negres cavall · g4 blanques dama · c3 blanques cavall · a2 blanques peó · b2 blanques peó · f2 blanques peó · g2 blanques peó · a1 blanques torre · c1 blanques alfil · e1 blanques rei · h1 blanques torre | a8 negres torre · c8 negres alfil · d8 negres dama · f8 negres torre · a7 negres peó · b7 negres peó · e6 blanques cavall · h6 negres rei · d5 negres peó · e5 blanques peó · f5 negres peó · g5 negres peó · h5 blanques peó · b4 negres alfil · d4 negres cavall · g4 blanques dama · c3 blanques cavall · a2 blanques peó · b2 blanques peó · f2 blanques peó · g2 blanques peó · a1 blanques torre · c1 blanques alfil · e1 blanques rei · h1 blanques torre | 1 |
|   | a | b | c | d | e | f | g | h |   |

El negre acaba de moure el seu peó de f7 a f5 en aquesta partida entre Gunnar Gundersen i Albert H. Faul. El blanc podria capturar el peó de f al pas amb el seu peó de e, però té una idea diferent:
- 13. h5+ Rh6
- 14. Cxe6+ g5 Noteu que l'alfil de c1 està veient per raigs X el rei rival, i pot fer un escac a la descoberta
- 15. hxg6 e.p. #

La captura al pas situa les negres en un escac doble de banda de la torre d'h1 i de l'alfil c1. Com que les negres no poden parar ambdós xecs alhora, i la seva darrera ruta d'escapament, movent a g7, està bloquejada pel cavall blanc d'e6, estan rebent escac i mat.
El nombre més gran de captures al pas conegut en una partida és de tres, (en tres partides conegudes), en cap de les quals les tres captures al pas foren fetes pel mateix jugador. L'exemple més antic és una partida de 1980 entre Alexandru Sorin Segal i Karl Heinz Podzielny (Winter 2006:98–99).

### En composicions
|   | a | b | c | d | e | f | g | h |   |
| 8 | a8 blanques alfil · f8 negres cavall · d7 negres peó · e7 negres peó · f7 negres peó · b6 blanques cavall · c6 negres peó · e6 negres rei · h6 blanques cavall · c5 blanques peó · e5 blanques peó · c4 negres peó · e4 negres peó · h4 negres peó · g3 blanques alfil · d2 blanques peó · f2 blanques peó · a1 blanques dama · e1 blanques torre · g1 blanques rei | a8 blanques alfil · f8 negres cavall · d7 negres peó · e7 negres peó · f7 negres peó · b6 blanques cavall · c6 negres peó · e6 negres rei · h6 blanques cavall · c5 blanques peó · e5 blanques peó · c4 negres peó · e4 negres peó · h4 negres peó · g3 blanques alfil · d2 blanques peó · f2 blanques peó · a1 blanques dama · e1 blanques torre · g1 blanques rei | a8 blanques alfil · f8 negres cavall · d7 negres peó · e7 negres peó · f7 negres peó · b6 blanques cavall · c6 negres peó · e6 negres rei · h6 blanques cavall · c5 blanques peó · e5 blanques peó · c4 negres peó · e4 negres peó · h4 negres peó · g3 blanques alfil · d2 blanques peó · f2 blanques peó · a1 blanques dama · e1 blanques torre · g1 blanques rei | a8 blanques alfil · f8 negres cavall · d7 negres peó · e7 negres peó · f7 negres peó · b6 blanques cavall · c6 negres peó · e6 negres rei · h6 blanques cavall · c5 blanques peó · e5 blanques peó · c4 negres peó · e4 negres peó · h4 negres peó · g3 blanques alfil · d2 blanques peó · f2 blanques peó · a1 blanques dama · e1 blanques torre · g1 blanques rei | a8 blanques alfil · f8 negres cavall · d7 negres peó · e7 negres peó · f7 negres peó · b6 blanques cavall · c6 negres peó · e6 negres rei · h6 blanques cavall · c5 blanques peó · e5 blanques peó · c4 negres peó · e4 negres peó · h4 negres peó · g3 blanques alfil · d2 blanques peó · f2 blanques peó · a1 blanques dama · e1 blanques torre · g1 blanques rei | a8 blanques alfil · f8 negres cavall · d7 negres peó · e7 negres peó · f7 negres peó · b6 blanques cavall · c6 negres peó · e6 negres rei · h6 blanques cavall · c5 blanques peó · e5 blanques peó · c4 negres peó · e4 negres peó · h4 negres peó · g3 blanques alfil · d2 blanques peó · f2 blanques peó · a1 blanques dama · e1 blanques torre · g1 blanques rei | a8 blanques alfil · f8 negres cavall · d7 negres peó · e7 negres peó · f7 negres peó · b6 blanques cavall · c6 negres peó · e6 negres rei · h6 blanques cavall · c5 blanques peó · e5 blanques peó · c4 negres peó · e4 negres peó · h4 negres peó · g3 blanques alfil · d2 blanques peó · f2 blanques peó · a1 blanques dama · e1 blanques torre · g1 blanques rei | a8 blanques alfil · f8 negres cavall · d7 negres peó · e7 negres peó · f7 negres peó · b6 blanques cavall · c6 negres peó · e6 negres rei · h6 blanques cavall · c5 blanques peó · e5 blanques peó · c4 negres peó · e4 negres peó · h4 negres peó · g3 blanques alfil · d2 blanques peó · f2 blanques peó · a1 blanques dama · e1 blanques torre · g1 blanques rei | 8 |
| 7 | a8 blanques alfil · f8 negres cavall · d7 negres peó · e7 negres peó · f7 negres peó · b6 blanques cavall · c6 negres peó · e6 negres rei · h6 blanques cavall · c5 blanques peó · e5 blanques peó · c4 negres peó · e4 negres peó · h4 negres peó · g3 blanques alfil · d2 blanques peó · f2 blanques peó · a1 blanques dama · e1 blanques torre · g1 blanques rei | a8 blanques alfil · f8 negres cavall · d7 negres peó · e7 negres peó · f7 negres peó · b6 blanques cavall · c6 negres peó · e6 negres rei · h6 blanques cavall · c5 blanques peó · e5 blanques peó · c4 negres peó · e4 negres peó · h4 negres peó · g3 blanques alfil · d2 blanques peó · f2 blanques peó · a1 blanques dama · e1 blanques torre · g1 blanques rei | a8 blanques alfil · f8 negres cavall · d7 negres peó · e7 negres peó · f7 negres peó · b6 blanques cavall · c6 negres peó · e6 negres rei · h6 blanques cavall · c5 blanques peó · e5 blanques peó · c4 negres peó · e4 negres peó · h4 negres peó · g3 blanques alfil · d2 blanques peó · f2 blanques peó · a1 blanques dama · e1 blanques torre · g1 blanques rei | a8 blanques alfil · f8 negres cavall · d7 negres peó · e7 negres peó · f7 negres peó · b6 blanques cavall · c6 negres peó · e6 negres rei · h6 blanques cavall · c5 blanques peó · e5 blanques peó · c4 negres peó · e4 negres peó · h4 negres peó · g3 blanques alfil · d2 blanques peó · f2 blanques peó · a1 blanques dama · e1 blanques torre · g1 blanques rei | a8 blanques alfil · f8 negres cavall · d7 negres peó · e7 negres peó · f7 negres peó · b6 blanques cavall · c6 negres peó · e6 negres rei · h6 blanques cavall · c5 blanques peó · e5 blanques peó · c4 negres peó · e4 negres peó · h4 negres peó · g3 blanques alfil · d2 blanques peó · f2 blanques peó · a1 blanques dama · e1 blanques torre · g1 blanques rei | a8 blanques alfil · f8 negres cavall · d7 negres peó · e7 negres peó · f7 negres peó · b6 blanques cavall · c6 negres peó · e6 negres rei · h6 blanques cavall · c5 blanques peó · e5 blanques peó · c4 negres peó · e4 negres peó · h4 negres peó · g3 blanques alfil · d2 blanques peó · f2 blanques peó · a1 blanques dama · e1 blanques torre · g1 blanques rei | a8 blanques alfil · f8 negres cavall · d7 negres peó · e7 negres peó · f7 negres peó · b6 blanques cavall · c6 negres peó · e6 negres rei · h6 blanques cavall · c5 blanques peó · e5 blanques peó · c4 negres peó · e4 negres peó · h4 negres peó · g3 blanques alfil · d2 blanques peó · f2 blanques peó · a1 blanques dama · e1 blanques torre · g1 blanques rei | a8 blanques alfil · f8 negres cavall · d7 negres peó · e7 negres peó · f7 negres peó · b6 blanques cavall · c6 negres peó · e6 negres rei · h6 blanques cavall · c5 blanques peó · e5 blanques peó · c4 negres peó · e4 negres peó · h4 negres peó · g3 blanques alfil · d2 blanques peó · f2 blanques peó · a1 blanques dama · e1 blanques torre · g1 blanques rei | 7 |
| 6 | a8 blanques alfil · f8 negres cavall · d7 negres peó · e7 negres peó · f7 negres peó · b6 blanques cavall · c6 negres peó · e6 negres rei · h6 blanques cavall · c5 blanques peó · e5 blanques peó · c4 negres peó · e4 negres peó · h4 negres peó · g3 blanques alfil · d2 blanques peó · f2 blanques peó · a1 blanques dama · e1 blanques torre · g1 blanques rei | a8 blanques alfil · f8 negres cavall · d7 negres peó · e7 negres peó · f7 negres peó · b6 blanques cavall · c6 negres peó · e6 negres rei · h6 blanques cavall · c5 blanques peó · e5 blanques peó · c4 negres peó · e4 negres peó · h4 negres peó · g3 blanques alfil · d2 blanques peó · f2 blanques peó · a1 blanques dama · e1 blanques torre · g1 blanques rei | a8 blanques alfil · f8 negres cavall · d7 negres peó · e7 negres peó · f7 negres peó · b6 blanques cavall · c6 negres peó · e6 negres rei · h6 blanques cavall · c5 blanques peó · e5 blanques peó · c4 negres peó · e4 negres peó · h4 negres peó · g3 blanques alfil · d2 blanques peó · f2 blanques peó · a1 blanques dama · e1 blanques torre · g1 blanques rei | a8 blanques alfil · f8 negres cavall · d7 negres peó · e7 negres peó · f7 negres peó · b6 blanques cavall · c6 negres peó · e6 negres rei · h6 blanques cavall · c5 blanques peó · e5 blanques peó · c4 negres peó · e4 negres peó · h4 negres peó · g3 blanques alfil · d2 blanques peó · f2 blanques peó · a1 blanques dama · e1 blanques torre · g1 blanques rei | a8 blanques alfil · f8 negres cavall · d7 negres peó · e7 negres peó · f7 negres peó · b6 blanques cavall · c6 negres peó · e6 negres rei · h6 blanques cavall · c5 blanques peó · e5 blanques peó · c4 negres peó · e4 negres peó · h4 negres peó · g3 blanques alfil · d2 blanques peó · f2 blanques peó · a1 blanques dama · e1 blanques torre · g1 blanques rei | a8 blanques alfil · f8 negres cavall · d7 negres peó · e7 negres peó · f7 negres peó · b6 blanques cavall · c6 negres peó · e6 negres rei · h6 blanques cavall · c5 blanques peó · e5 blanques peó · c4 negres peó · e4 negres peó · h4 negres peó · g3 blanques alfil · d2 blanques peó · f2 blanques peó · a1 blanques dama · e1 blanques torre · g1 blanques rei | a8 blanques alfil · f8 negres cavall · d7 negres peó · e7 negres peó · f7 negres peó · b6 blanques cavall · c6 negres peó · e6 negres rei · h6 blanques cavall · c5 blanques peó · e5 blanques peó · c4 negres peó · e4 negres peó · h4 negres peó · g3 blanques alfil · d2 blanques peó · f2 blanques peó · a1 blanques dama · e1 blanques torre · g1 blanques rei | a8 blanques alfil · f8 negres cavall · d7 negres peó · e7 negres peó · f7 negres peó · b6 blanques cavall · c6 negres peó · e6 negres rei · h6 blanques cavall · c5 blanques peó · e5 blanques peó · c4 negres peó · e4 negres peó · h4 negres peó · g3 blanques alfil · d2 blanques peó · f2 blanques peó · a1 blanques dama · e1 blanques torre · g1 blanques rei | 6 |
| 5 | a8 blanques alfil · f8 negres cavall · d7 negres peó · e7 negres peó · f7 negres peó · b6 blanques cavall · c6 negres peó · e6 negres rei · h6 blanques cavall · c5 blanques peó · e5 blanques peó · c4 negres peó · e4 negres peó · h4 negres peó · g3 blanques alfil · d2 blanques peó · f2 blanques peó · a1 blanques dama · e1 blanques torre · g1 blanques rei | a8 blanques alfil · f8 negres cavall · d7 negres peó · e7 negres peó · f7 negres peó · b6 blanques cavall · c6 negres peó · e6 negres rei · h6 blanques cavall · c5 blanques peó · e5 blanques peó · c4 negres peó · e4 negres peó · h4 negres peó · g3 blanques alfil · d2 blanques peó · f2 blanques peó · a1 blanques dama · e1 blanques torre · g1 blanques rei | a8 blanques alfil · f8 negres cavall · d7 negres peó · e7 negres peó · f7 negres peó · b6 blanques cavall · c6 negres peó · e6 negres rei · h6 blanques cavall · c5 blanques peó · e5 blanques peó · c4 negres peó · e4 negres peó · h4 negres peó · g3 blanques alfil · d2 blanques peó · f2 blanques peó · a1 blanques dama · e1 blanques torre · g1 blanques rei | a8 blanques alfil · f8 negres cavall · d7 negres peó · e7 negres peó · f7 negres peó · b6 blanques cavall · c6 negres peó · e6 negres rei · h6 blanques cavall · c5 blanques peó · e5 blanques peó · c4 negres peó · e4 negres peó · h4 negres peó · g3 blanques alfil · d2 blanques peó · f2 blanques peó · a1 blanques dama · e1 blanques torre · g1 blanques rei | a8 blanques alfil · f8 negres cavall · d7 negres peó · e7 negres peó · f7 negres peó · b6 blanques cavall · c6 negres peó · e6 negres rei · h6 blanques cavall · c5 blanques peó · e5 blanques peó · c4 negres peó · e4 negres peó · h4 negres peó · g3 blanques alfil · d2 blanques peó · f2 blanques peó · a1 blanques dama · e1 blanques torre · g1 blanques rei | a8 blanques alfil · f8 negres cavall · d7 negres peó · e7 negres peó · f7 negres peó · b6 blanques cavall · c6 negres peó · e6 negres rei · h6 blanques cavall · c5 blanques peó · e5 blanques peó · c4 negres peó · e4 negres peó · h4 negres peó · g3 blanques alfil · d2 blanques peó · f2 blanques peó · a1 blanques dama · e1 blanques torre · g1 blanques rei | a8 blanques alfil · f8 negres cavall · d7 negres peó · e7 negres peó · f7 negres peó · b6 blanques cavall · c6 negres peó · e6 negres rei · h6 blanques cavall · c5 blanques peó · e5 blanques peó · c4 negres peó · e4 negres peó · h4 negres peó · g3 blanques alfil · d2 blanques peó · f2 blanques peó · a1 blanques dama · e1 blanques torre · g1 blanques rei | a8 blanques alfil · f8 negres cavall · d7 negres peó · e7 negres peó · f7 negres peó · b6 blanques cavall · c6 negres peó · e6 negres rei · h6 blanques cavall · c5 blanques peó · e5 blanques peó · c4 negres peó · e4 negres peó · h4 negres peó · g3 blanques alfil · d2 blanques peó · f2 blanques peó · a1 blanques dama · e1 blanques torre · g1 blanques rei | 5 |
| 4 | a8 blanques alfil · f8 negres cavall · d7 negres peó · e7 negres peó · f7 negres peó · b6 blanques cavall · c6 negres peó · e6 negres rei · h6 blanques cavall · c5 blanques peó · e5 blanques peó · c4 negres peó · e4 negres peó · h4 negres peó · g3 blanques alfil · d2 blanques peó · f2 blanques peó · a1 blanques dama · e1 blanques torre · g1 blanques rei | a8 blanques alfil · f8 negres cavall · d7 negres peó · e7 negres peó · f7 negres peó · b6 blanques cavall · c6 negres peó · e6 negres rei · h6 blanques cavall · c5 blanques peó · e5 blanques peó · c4 negres peó · e4 negres peó · h4 negres peó · g3 blanques alfil · d2 blanques peó · f2 blanques peó · a1 blanques dama · e1 blanques torre · g1 blanques rei | a8 blanques alfil · f8 negres cavall · d7 negres peó · e7 negres peó · f7 negres peó · b6 blanques cavall · c6 negres peó · e6 negres rei · h6 blanques cavall · c5 blanques peó · e5 blanques peó · c4 negres peó · e4 negres peó · h4 negres peó · g3 blanques alfil · d2 blanques peó · f2 blanques peó · a1 blanques dama · e1 blanques torre · g1 blanques rei | a8 blanques alfil · f8 negres cavall · d7 negres peó · e7 negres peó · f7 negres peó · b6 blanques cavall · c6 negres peó · e6 negres rei · h6 blanques cavall · c5 blanques peó · e5 blanques peó · c4 negres peó · e4 negres peó · h4 negres peó · g3 blanques alfil · d2 blanques peó · f2 blanques peó · a1 blanques dama · e1 blanques torre · g1 blanques rei | a8 blanques alfil · f8 negres cavall · d7 negres peó · e7 negres peó · f7 negres peó · b6 blanques cavall · c6 negres peó · e6 negres rei · h6 blanques cavall · c5 blanques peó · e5 blanques peó · c4 negres peó · e4 negres peó · h4 negres peó · g3 blanques alfil · d2 blanques peó · f2 blanques peó · a1 blanques dama · e1 blanques torre · g1 blanques rei | a8 blanques alfil · f8 negres cavall · d7 negres peó · e7 negres peó · f7 negres peó · b6 blanques cavall · c6 negres peó · e6 negres rei · h6 blanques cavall · c5 blanques peó · e5 blanques peó · c4 negres peó · e4 negres peó · h4 negres peó · g3 blanques alfil · d2 blanques peó · f2 blanques peó · a1 blanques dama · e1 blanques torre · g1 blanques rei | a8 blanques alfil · f8 negres cavall · d7 negres peó · e7 negres peó · f7 negres peó · b6 blanques cavall · c6 negres peó · e6 negres rei · h6 blanques cavall · c5 blanques peó · e5 blanques peó · c4 negres peó · e4 negres peó · h4 negres peó · g3 blanques alfil · d2 blanques peó · f2 blanques peó · a1 blanques dama · e1 blanques torre · g1 blanques rei | a8 blanques alfil · f8 negres cavall · d7 negres peó · e7 negres peó · f7 negres peó · b6 blanques cavall · c6 negres peó · e6 negres rei · h6 blanques cavall · c5 blanques peó · e5 blanques peó · c4 negres peó · e4 negres peó · h4 negres peó · g3 blanques alfil · d2 blanques peó · f2 blanques peó · a1 blanques dama · e1 blanques torre · g1 blanques rei | 4 |
| 3 | a8 blanques alfil · f8 negres cavall · d7 negres peó · e7 negres peó · f7 negres peó · b6 blanques cavall · c6 negres peó · e6 negres rei · h6 blanques cavall · c5 blanques peó · e5 blanques peó · c4 negres peó · e4 negres peó · h4 negres peó · g3 blanques alfil · d2 blanques peó · f2 blanques peó · a1 blanques dama · e1 blanques torre · g1 blanques rei | a8 blanques alfil · f8 negres cavall · d7 negres peó · e7 negres peó · f7 negres peó · b6 blanques cavall · c6 negres peó · e6 negres rei · h6 blanques cavall · c5 blanques peó · e5 blanques peó · c4 negres peó · e4 negres peó · h4 negres peó · g3 blanques alfil · d2 blanques peó · f2 blanques peó · a1 blanques dama · e1 blanques torre · g1 blanques rei | a8 blanques alfil · f8 negres cavall · d7 negres peó · e7 negres peó · f7 negres peó · b6 blanques cavall · c6 negres peó · e6 negres rei · h6 blanques cavall · c5 blanques peó · e5 blanques peó · c4 negres peó · e4 negres peó · h4 negres peó · g3 blanques alfil · d2 blanques peó · f2 blanques peó · a1 blanques dama · e1 blanques torre · g1 blanques rei | a8 blanques alfil · f8 negres cavall · d7 negres peó · e7 negres peó · f7 negres peó · b6 blanques cavall · c6 negres peó · e6 negres rei · h6 blanques cavall · c5 blanques peó · e5 blanques peó · c4 negres peó · e4 negres peó · h4 negres peó · g3 blanques alfil · d2 blanques peó · f2 blanques peó · a1 blanques dama · e1 blanques torre · g1 blanques rei | a8 blanques alfil · f8 negres cavall · d7 negres peó · e7 negres peó · f7 negres peó · b6 blanques cavall · c6 negres peó · e6 negres rei · h6 blanques cavall · c5 blanques peó · e5 blanques peó · c4 negres peó · e4 negres peó · h4 negres peó · g3 blanques alfil · d2 blanques peó · f2 blanques peó · a1 blanques dama · e1 blanques torre · g1 blanques rei | a8 blanques alfil · f8 negres cavall · d7 negres peó · e7 negres peó · f7 negres peó · b6 blanques cavall · c6 negres peó · e6 negres rei · h6 blanques cavall · c5 blanques peó · e5 blanques peó · c4 negres peó · e4 negres peó · h4 negres peó · g3 blanques alfil · d2 blanques peó · f2 blanques peó · a1 blanques dama · e1 blanques torre · g1 blanques rei | a8 blanques alfil · f8 negres cavall · d7 negres peó · e7 negres peó · f7 negres peó · b6 blanques cavall · c6 negres peó · e6 negres rei · h6 blanques cavall · c5 blanques peó · e5 blanques peó · c4 negres peó · e4 negres peó · h4 negres peó · g3 blanques alfil · d2 blanques peó · f2 blanques peó · a1 blanques dama · e1 blanques torre · g1 blanques rei | a8 blanques alfil · f8 negres cavall · d7 negres peó · e7 negres peó · f7 negres peó · b6 blanques cavall · c6 negres peó · e6 negres rei · h6 blanques cavall · c5 blanques peó · e5 blanques peó · c4 negres peó · e4 negres peó · h4 negres peó · g3 blanques alfil · d2 blanques peó · f2 blanques peó · a1 blanques dama · e1 blanques torre · g1 blanques rei | 3 |
| 2 | a8 blanques alfil · f8 negres cavall · d7 negres peó · e7 negres peó · f7 negres peó · b6 blanques cavall · c6 negres peó · e6 negres rei · h6 blanques cavall · c5 blanques peó · e5 blanques peó · c4 negres peó · e4 negres peó · h4 negres peó · g3 blanques alfil · d2 blanques peó · f2 blanques peó · a1 blanques dama · e1 blanques torre · g1 blanques rei | a8 blanques alfil · f8 negres cavall · d7 negres peó · e7 negres peó · f7 negres peó · b6 blanques cavall · c6 negres peó · e6 negres rei · h6 blanques cavall · c5 blanques peó · e5 blanques peó · c4 negres peó · e4 negres peó · h4 negres peó · g3 blanques alfil · d2 blanques peó · f2 blanques peó · a1 blanques dama · e1 blanques torre · g1 blanques rei | a8 blanques alfil · f8 negres cavall · d7 negres peó · e7 negres peó · f7 negres peó · b6 blanques cavall · c6 negres peó · e6 negres rei · h6 blanques cavall · c5 blanques peó · e5 blanques peó · c4 negres peó · e4 negres peó · h4 negres peó · g3 blanques alfil · d2 blanques peó · f2 blanques peó · a1 blanques dama · e1 blanques torre · g1 blanques rei | a8 blanques alfil · f8 negres cavall · d7 negres peó · e7 negres peó · f7 negres peó · b6 blanques cavall · c6 negres peó · e6 negres rei · h6 blanques cavall · c5 blanques peó · e5 blanques peó · c4 negres peó · e4 negres peó · h4 negres peó · g3 blanques alfil · d2 blanques peó · f2 blanques peó · a1 blanques dama · e1 blanques torre · g1 blanques rei | a8 blanques alfil · f8 negres cavall · d7 negres peó · e7 negres peó · f7 negres peó · b6 blanques cavall · c6 negres peó · e6 negres rei · h6 blanques cavall · c5 blanques peó · e5 blanques peó · c4 negres peó · e4 negres peó · h4 negres peó · g3 blanques alfil · d2 blanques peó · f2 blanques peó · a1 blanques dama · e1 blanques torre · g1 blanques rei | a8 blanques alfil · f8 negres cavall · d7 negres peó · e7 negres peó · f7 negres peó · b6 blanques cavall · c6 negres peó · e6 negres rei · h6 blanques cavall · c5 blanques peó · e5 blanques peó · c4 negres peó · e4 negres peó · h4 negres peó · g3 blanques alfil · d2 blanques peó · f2 blanques peó · a1 blanques dama · e1 blanques torre · g1 blanques rei | a8 blanques alfil · f8 negres cavall · d7 negres peó · e7 negres peó · f7 negres peó · b6 blanques cavall · c6 negres peó · e6 negres rei · h6 blanques cavall · c5 blanques peó · e5 blanques peó · c4 negres peó · e4 negres peó · h4 negres peó · g3 blanques alfil · d2 blanques peó · f2 blanques peó · a1 blanques dama · e1 blanques torre · g1 blanques rei | a8 blanques alfil · f8 negres cavall · d7 negres peó · e7 negres peó · f7 negres peó · b6 blanques cavall · c6 negres peó · e6 negres rei · h6 blanques cavall · c5 blanques peó · e5 blanques peó · c4 negres peó · e4 negres peó · h4 negres peó · g3 blanques alfil · d2 blanques peó · f2 blanques peó · a1 blanques dama · e1 blanques torre · g1 blanques rei | 2 |
| 1 | a8 blanques alfil · f8 negres cavall · d7 negres peó · e7 negres peó · f7 negres peó · b6 blanques cavall · c6 negres peó · e6 negres rei · h6 blanques cavall · c5 blanques peó · e5 blanques peó · c4 negres peó · e4 negres peó · h4 negres peó · g3 blanques alfil · d2 blanques peó · f2 blanques peó · a1 blanques dama · e1 blanques torre · g1 blanques rei | a8 blanques alfil · f8 negres cavall · d7 negres peó · e7 negres peó · f7 negres peó · b6 blanques cavall · c6 negres peó · e6 negres rei · h6 blanques cavall · c5 blanques peó · e5 blanques peó · c4 negres peó · e4 negres peó · h4 negres peó · g3 blanques alfil · d2 blanques peó · f2 blanques peó · a1 blanques dama · e1 blanques torre · g1 blanques rei | a8 blanques alfil · f8 negres cavall · d7 negres peó · e7 negres peó · f7 negres peó · b6 blanques cavall · c6 negres peó · e6 negres rei · h6 blanques cavall · c5 blanques peó · e5 blanques peó · c4 negres peó · e4 negres peó · h4 negres peó · g3 blanques alfil · d2 blanques peó · f2 blanques peó · a1 blanques dama · e1 blanques torre · g1 blanques rei | a8 blanques alfil · f8 negres cavall · d7 negres peó · e7 negres peó · f7 negres peó · b6 blanques cavall · c6 negres peó · e6 negres rei · h6 blanques cavall · c5 blanques peó · e5 blanques peó · c4 negres peó · e4 negres peó · h4 negres peó · g3 blanques alfil · d2 blanques peó · f2 blanques peó · a1 blanques dama · e1 blanques torre · g1 blanques rei | a8 blanques alfil · f8 negres cavall · d7 negres peó · e7 negres peó · f7 negres peó · b6 blanques cavall · c6 negres peó · e6 negres rei · h6 blanques cavall · c5 blanques peó · e5 blanques peó · c4 negres peó · e4 negres peó · h4 negres peó · g3 blanques alfil · d2 blanques peó · f2 blanques peó · a1 blanques dama · e1 blanques torre · g1 blanques rei | a8 blanques alfil · f8 negres cavall · d7 negres peó · e7 negres peó · f7 negres peó · b6 blanques cavall · c6 negres peó · e6 negres rei · h6 blanques cavall · c5 blanques peó · e5 blanques peó · c4 negres peó · e4 negres peó · h4 negres peó · g3 blanques alfil · d2 blanques peó · f2 blanques peó · a1 blanques dama · e1 blanques torre · g1 blanques rei | a8 blanques alfil · f8 negres cavall · d7 negres peó · e7 negres peó · f7 negres peó · b6 blanques cavall · c6 negres peó · e6 negres rei · h6 blanques cavall · c5 blanques peó · e5 blanques peó · c4 negres peó · e4 negres peó · h4 negres peó · g3 blanques alfil · d2 blanques peó · f2 blanques peó · a1 blanques dama · e1 blanques torre · g1 blanques rei | a8 blanques alfil · f8 negres cavall · d7 negres peó · e7 negres peó · f7 negres peó · b6 blanques cavall · c6 negres peó · e6 negres rei · h6 blanques cavall · c5 blanques peó · e5 blanques peó · c4 negres peó · e4 negres peó · h4 negres peó · g3 blanques alfil · d2 blanques peó · f2 blanques peó · a1 blanques dama · e1 blanques torre · g1 blanques rei | 1 |
|   | a | b | c | d | e | f | g | h |   |

La captura al pas ha estat feta servir sovint com a tema en composicions, ja que "produeix efectes sorprenents amb l'obertura i tancament de línies." (Howard 1961:106). A la composició de 1938 de Kenneth S. Howard, la primera jugada, 1.d4 introdueix l'amenaça de 2.d5+ cxd5 3.Axd5#. El negre ha de capturar el peó de d4 al pas de qualsevol de les dues maneres possibles:
- La captura 1...exd3 a.p. mou el peó d'e4 des de la columna e- a la columna d-, i impedeix una captura al pas després que les blanques facin 2.f4. Per aturar l'amenaça de mat (3.f5#), les negres han de jugar 2...f5, però això permet les blanques de fer 3.exf6 e.p. amb escac i mat degut a la decisiva obertura de la columna e.
- Si les negres juguen 1...cxd3 a.p., les blanques exploten l'acabada d'obrir diagonal a2-g8 amb 2.Da2+ d5 3.cxd6 a.p.#.